# 家、ついて行ってイイですか?
『家、ついて行ってイイですか?』（いえ、ついていっていいですか?）は、テレビ東京で放送されているバラエティ番組。

## 概要
2014年1月6日から1月27日まで『ソコアゲ★ナイト』月曜枠でレギュラー第1期が放送。
2015年10月3日から土曜23:55 - 翌0:50枠でレギュラー第2期が開始された。
2014年12月7日の放送回（特番）が、平成27年日本民間放送連盟賞・テレビエンターテインメント部門の最優秀賞を受賞。
2016年4月からゴールデンタイムに昇格、土曜19:54 - 20:54へ移動。当該時間帯は全編ローカルセールス枠であるため枠移動後の系列局の放送は、同時ネット、遅れネット、3月を以て打ち切り、のいずれかになった。テレビ東京の土曜20時台で1時間のレギュラー番組が放送されるのは、1985年10月12日から1986年3月まで放送されていた『どっきりカメラUSA』以来30年ぶりである。
2016年6月25日から3週間と10月1日から2週間は『土曜スペシャル』が1時間拡大で放送されるため、該当週にドラマの放送がない土曜0:52 - 1:23（金曜深夜）へ臨時で枠を移動し放送時間を短縮して放送した。
2017年4月4日より毎週火曜日早朝4:00 - 4:15に「家、ついて行ってイイですか?（明け方）」が開始され、21年4月27日まで放送された。
2017年4月15日から『出川哲朗の充電させてもらえませんか?』が開始。本番組は水曜21:00 - 22:48へ移動して放送時間を48分拡大し、2時間番組として編成された。全国ネットに昇格。
2018年2月7日から水曜21:54 - 22:48に『バイプレイヤーズ〜もしも名脇役がテレ東朝ドラで無人島生活したら〜』を編成するため当番組は水曜21:00 - 21:54に縮小された。これにより『水曜ミステリー9（第2期）』から続いてきた水曜21:00 - 22:48の2時間枠が廃止され、2011年9月以来6年5か月ぶりに1時間枠ずつの2番組へと分割されることになった。また、水曜21時台で1時間のバラエティ番組が編成されるのは、『料理の怪人』以来、約7年ぶりとなる。
2020年10月7日から放送時間を54分拡大、水曜21:00 - 22:54の2時間番組として編成された。
2021年4月改編により、本番組が放送されている22時台に『ワールドビジネスサテライト』が、1時間繰り上がって枠移動することが発表された。更に、21:54 - 22:00に新たなミニ番組『Dの旋律〜ダンスと映画と音楽と〜』が開始。これらに伴い4月7日からは、放送枠が1時間縮小し半年振りに21時台（21:00 - 21:54）に戻った。
本番組を原案として『ドラマ「家、ついて行ってイイですか?」』のタイトルで2021年8月14日から9月25日まで毎週土曜日 23:25 - 23:55（サタドラ枠）にてテレビドラマが放送された。
2022年10月改編により、枠移動し通常放送枠が日曜日20時台（20:00 - 21:00）となっている。
2023年4月2日から日曜21:00 - 21:54に放送時間を移す。
2023年10月8日から放送時間が30分繰り上げ・拡大し、日曜20:30 - 21:54に変更する。
2024年4月7日から放送時間が20分繰り下げ・縮小し、日曜20:50 - 21:54に変更する。

## 内容
街頭で「家、ついて行ってイイですか?」と番組ディレクターが声をかけ、同意を得られた人の帰宅路に同行、住居を訪問してインタビュー。
番組出演の可否を確認する過程で『番組スタッフは腕章と身分証を提示しており、金銭を要求する事は無い』と字幕で表示される。
「家に上げていただけたらタクシー代をお支払いしますので」「コンビニで好きなものを買っていただいたらお支払いします」というセリフを取材の最初にすることが多いが、これは撮影ならびに住居立ち入りの合意が取れている（不法侵入ではない）ことを明示する目的も含む行為だという。
帰宅先が遠距離でも距離を問わず同行する。
同行ビデオの終盤、CM前、エンドロール、にそれぞれビートルズの「レット・イット・ビー」が流される。本番組のプロデューサー・演出である高橋弘樹は、「ありのままの出演者の人生を番組側が肯定する」という意味から「レット・イット・ビー」を採用したと述べている。当番組は主に「レット・イット・ビー」「悲しくてやりきれない」2曲のみしか使用されておらず、出演者のありのままを放送する演出から、一切ナレーションも使用していない。
高橋弘樹は、「100年後の研究者が平成という時代を知ろうとしたとき、生活スタイルや生き様、人生観は記録に残らない。柳田国男が当時の農村の生活や風習、思考を脚色無く書いた遠野物語のように、当番組は平成版の遠野物語を目指したい」と述べ、脚色無く描くことに対しては「テラスハウスとは対極にある番組」、「地味で平凡な普通の人の人生譚を見る、リアリティに拘る」とも述べている。そのため、街を行き交う人々や看板、出演者の家にある私物や画面の映り込みからも時代を感じるよう、ほぼ同行ビデオにはモザイク処理をしない演出であった。
しかしレギュラー6期頃からは通常の番組同様、家にある私物や街の映り込みにもモザイクが多くなった。これは、高橋が番組から離れた影響か、コンプライアンスや新型コロナウイルス対策等の影響なのかは、不明。男性出演者がフルネームテロップに対し、女性出演者は下の名前のみ、主にひらがな表記のテロップで紹介されるのも特徴。
ロケは月に400 - 500回、1日に10 - 15人のディレクターが行っている。取材は短い時で1時間、長くて5 - 6時間、平均2 - 3時間。サブタイトルには「衝撃人生」、「衝撃事件」、「衝撃暴露」、「波乱万丈」などが多く、主に衝撃を受ける同行ビデオが放送される。
番組のコンセプトに合わせて、MC陣がVTRを視聴・撮影する場所もスタジオでは無く、同意を得られた一般人の自宅を使用している。自宅を提供してくれた人もMC陣とのトークに加わっており、番組中盤に入ってからゲストが怪訝な顔をして「この人誰なんですか?」などと尋ね、改めて紹介を行うというくだりが定番となっている。なお2020年後半以降は、一般人の自宅ではなく番組ロケ地であるスーパーや当番組の制作会社などをスタジオとしている。
画面上について行った取材者の特徴や台詞を長々と記載する2行の黄色と赤文字のテロップが特徴であったが、2019年6月頃から通常の番組のような当たり障りのないテロップへ変更。ワイプも上左右2画面だったものから右上1画面へ変更されている。

## 主な企画
- 終電を逃した人
番組当初からのメイン企画。自宅までのタクシー代を支払い、そのまま同行。
レギュラー第2期からは対象者の家が近所の場合、コンビニ代を支払い、徒歩で同行。
主に都内、近郊の駅周辺で収録。時々、地方都市、地方繁華街の駅でも収録。[要出典]

- 居酒屋で飲んでいる人
居酒屋代を支払い、電車などで同行。
ロケ地は神奈川県川崎市新丸子の「三ちゃん食堂」、北区赤羽の「いくどん」、福岡県福岡市天神の「角屋」など。[注 3][要出典]

- 銭湯に来ている人
銭湯利用券（10回分）を渡し、徒歩などで同行。
主に高齢者への同行が多い。[要出典]

- 移動販売で買い物中の人
全国各地の生活必需品移動販売車で買い物代を支払い、徒歩で同行。
主に山中に住む高齢者への同行が多い。[要出典]

- 祭りに参加している人
全国各地の火祭りや喧嘩祭りなどで屋台代を支払い、取材対象者の自家用車などで同行。
番組スタッフ持参の一升瓶を渡す場合もある。
ゴールデン進出後から多く見られ、主に家族への同行が多い。[要出典]

- 花見に来ている人
番組スタッフ持参の一升瓶を渡し、電車などで同行。
レギュラー第3期以降、毎年春に放送。[要出典]

- 海水浴場に来ている人
海の家で飲食代を支払い、電車などで同行。
レギュラー第3期以降、毎年夏に放送。主に若い女性への同行が多い。[要出典]

- 成人式に参加している人
祝いの品代を支払い、取材対象者の自家用車などで同行。
主に新成人への同行。茨城県、埼玉県など[注 4]。[要出典]

- スーパーマーケットで買い物中の人
買い物代を支払い、取材対象者の自家用車などで同行。
ロケ地は千葉県八千代市の「生鮮市場てらお」、足立区北千住の「スーパーおっ母さん」、埼玉県草加市の生鮮スーパーゼンエーなど[注 5]。

- フリーマーケットで買い物中の人
買い物代を支払い、取材対象者の自家用車などで同行。

- 一人カラオケに来ている人
渋谷、新宿のワンカラでカラオケ代を支払い、電車などで同行。
レギュラー第3期 - 第4期頃に多く見られた。[要出典]

- その他の企画
都内近郊のイベント、骨董市などで対価を支払い同行するVTRが不定期に登場。
焼肉店、ハードオフ、大洗マリンパークなどの観光地、孤島に住んでいる人、バスツアーに参加している人など、一度しか放送されていない企画も多い。
海外で昼間に声をかけるVTRがレギュラー第6期以降、不定期に登場。言語はボイスフォローされている。
たまたま遭遇したタレントの家について行く場合もある[注 6]。その他、世に出ていないほぼ素人のアイドルなども数回放送している。
レギュラー第4期頃からは、ついて行くも取材対象者が泥酔し過ぎてロケを中断するVTRや、取材対象者が見つからずついて行けなかった短いVTRを流す場合がある。[要出典]

- コロナウイルスの影響による企画変更
2020 - 2021年は新型コロナウイルス感染拡大の影響で、無人カメラをスーパーマーケットなどの店頭に設置、客の方から声をかけてもらうロケシステムへ変更。その影響もあり、2020年頃から再放送を多発。スペシャルはVTRの半分以上が再放送[注 7]。

## 出演者

### MC
- ビビる大木（お笑い芸人）
- 矢作兼（おぎやはぎ）

### アシスタント
- いずれも出演当時、テレビ東京アナウンサー。

#### 現在
- 狩野恵里 - 2020年7月から不定期出演後、同年9月よりレギュラー出演。

#### 過去
- 植田萌子 - レギュラー版（第1期）、逃したSPに出演。
- 鷲見玲奈 - レギュラー版（第2期 - 第6期2020年3月）、人生の夢SP 2015・夏に出演。
- 相内優香 - 人生の夢SPに出演、レギュラー版（第2期）鷲見玲奈の代役。
- 片渕茜 - レギュラー版（第3期、第6期）鷲見玲奈の代役。
- 須黒清華 - レギュラー版（第3期）鷲見玲奈の代役。
- 森香澄 - レギュラー版（第6期）鷲見玲奈の代役。

### ゲスト
- 番組初期のゲストはお笑い芸人が多かったが、第4期頃からは芸人以外のタレントが出演することが多くなり、俳優及び女優は主に番組宣伝で出演している。

## スタッフ（ゴールデン進出版）
ゴールデンタイム進出後のうち、2023年4月30日以降。
- 撮影：江藤恭真、竪岩功、川口宏樹、落合勝芳、山下貴之、都原委作、嶋田佳代子、古本春樹、大塚孝輔、田中秀幸、小原憲【週替り】
- 音声：白川征央、箕浦耕平、中道涼子、岩瀬靖生、重松敦、石田崇、髙口稜平、上原理沙、大井剛、坂本安章、佐々木裕也、荒川妙楽、林裕也、仲屋希美、佐々木信哉、工藤類、高梨怜生（中道・大井→以前はVE）【週替り】
- 編集進行：山﨑貴史（ヌーベルアージュ→D☆D FACTORY→E-Force Studio）
- MA：降籏直人（イカロス→D☆D FACTORY→E-Force Studio、イカロス→土曜ゴールデンまでは技術協力）
- 編集：宮本和典、池亀翔也（D☆D FACTORY→E-Force Studio）【毎週】、松本哲也・仮野潔（E-Force Studio）、中島詩央里【週替り】
- 音効：稲川壮
- タイトル・CG：中田有見子
- 技術協力：J-Crew、E-Force Studio、ジーリンクスタジオ
- 宣伝：結城慶（テレビ東京）
- デスク：畑口沙絢（テレビ東京）
- AD：並木耀（濯）平、斉宮功、穴田勝洋（祐）、江藤栄俊、大野康祐、本多彰真、宮下誠司、清水雄登（以前はディレクターの回あり）、西本啓志、伊藤晃大、伊城大樹、加藤ほのか、竹内優星、眞坂拓夢、福井修、浄徳智佳、斉藤祐亮、飯塚天、藤原美奈、大壁洸介、金澤澪、田邊日向、須藤亮佑、大石梨子、兒玉光弘、何天語、中山陽菜、杉山海斗、板谷健悟、佐川真次郎、新谷一稀、鈴木彰吾、尾藤太一、川島優人【週替り】
- ディレクター/AD：生田千晴【週替り、回によって異なる】
- AP：稲葉愛沙、富岡花菜、黒崎健一（ホールマン→エヂカラ）、三ツ木沙織（BOマーズ）
- ディレクター：鈴木勇棋（鈴木勇→2019年1月30日のみ演出）、伊藤馨志朗、鈴木亮平、三浦信一、渕聡、上野健、宍戸透、後藤岳陽、佐藤野枝、河野拓馬、和田恭幸、二瓶朔也、今井雄大、玉川晃、藤野智光（うずまき）、中鳥晃貴、渡邊麗（テレビ東京、一時離脱→復帰）、杉浦裕樹、中村麻衣、吉田豊志、西重雄、日置義考（孝）、松尾卓磨、大沢朗、中島諒二、有馬基揮、高須賀奈月、安田幸平（テレビ東京）、松澤（沢）啓、棚橋実咲、千田洸陽（テレビ東京）、石垣俊介、松山拓生、深澤直人、宮崎亨、加藤大輝、佐野浩巳、石岡毅一、柳橋祥太、三島芹菜、伊藤和、岡田康行、川村大介、矢吹竜也、西岡孝輔、小野寺新平、濱英之、南岡広紀（テレビ東京、一時離脱→復帰）（吉田・宮崎・石岡・三島→以前はAD、岡田→以前は金曜深夜特別版#1【2016年6月24日】から大型SPのみAP、他回ではディレクター→一時離脱[要出典]）【週替り】
- プロデューサー：小比類巻将範（テレビ東京、レギュラー放送（第6期）から）、高橋由佳（ホールマン→エヂカラ）、近藤貴彦（BOマーズ）、湯澤孝弘（キャップストーン、第2期#16から）、鈴木隆浩（ロジック、土曜ゴールデン#1から）
- 演出・プロデューサー：安田太地（テレビ東京、2025年4月20日から、2022年4月13日から2025年3月までは演出のみ）
- チーフプロデューサー：高砂佳典（テレビ東京、2021年10月20日から）
- 制作協力：エヂカラ、BOマーズ（土曜ゴールデン途中から）、キャップストーン（キャップ→第2期#16から）、LOGIC（土曜ゴールデン#1から）、ハイボール
- 製作著作：TVTOKYO

### TVer独占配信スタッフ（カレ&カノジョの家、ついて行ってイイですか?）
- AD：澤谷兼、宮中彩花
- AP：黒崎健一、望月麻未（地上波兼任）
- ディレクター：渕聡、和田恭幸（地上波兼任）/水谷太一、横杉直樹、狩野紀明
- 演出：今井雄大（地上波兼任）
- プロデューサー：秋葉祐太朗、小野元照（元地上波担当プロデューサー）、福本豊（元地上波担当AD/ディレクター）
- チーフプロデューサー：越山進（元地上波担当チーフプロデューサー）
- 制作協力：ホールマン、DAIFUKU

### 過去のスタッフ（2019年1月1日のみ担当）
- TD：小谷文人
- CAM：加藤誠一、岡田航
- CA：柴田竜太郎
- VE：持塚誠司
- 音声：岩瀬靖生
- VTR：永井貴也
- MIX：松本直人
- LD：三浦弘

【中継】
- TD：岩橋伸禎
- CAM：大八木滋、山田大介
- MIX：長岡圭佑、三浦光太郎
- LD：宮田和
- VE：田中健二、細井和宏、中林和也、黒髪克也

### 過去のスタッフ
- 構成：大井洋一、興津豪乃、羽柴拓、今田佑（今田→途中から）
- 撮影：徳久裕、浦谷清顕、小田圭介（小田→音声の回あり）、中島大樹、小野寺真晴、行廣晋一（行廣→以前は音声）、鶴見昌彦（鶴見→以前は音声）、沼田善、阪本祐（裕）介
- VE/音声：千秋瑠沙
- 音声：吉本甲、塙健志
- 編集：七五三吉洋、堀琢哉、古橋満希夫、大庭幸弘、中西雅照、蒲澤悠太、阿部祥三、宮島洋介、本間貢、松嵜憲男、照沼健太、乾未佑、丸山寿和、小原大希、新保公英、山門晃（中西以降→週替り）、大関秀雄、上坂一史（共に以前は週替り→一時離脱）、加藤駿・細谷大輔・仮野潔・中祐也・久島慎一【以前は毎週】・下澤健一郎（D☆D FACTORY）、山内志能／スタジオナオ、イエローデザイン（ナオ・イエロー→水曜ゴールデンから）
- MA：志村武浩、安河内隆文、森祥一、杉山正、井坂拓人、大江拓也（杉山以降→週替り）、中野由梨（ヌーベルアージュ、●）、下田由紀、橋本圭祐、浅野晴紀（下田以降→●）
- メイク：山田かつら（●）
- 技術協力：アートプラザ、テクノマックス、テレビ東京アート（テクノ・テレ東→●）、ヌーベルアージュ（途中まではヌーベルバーグと表記、土曜ゴールデンと水曜ゴールデンの途中から、水曜ゴールデンの途中までは編集）、D☆D FACTORY
- 番宣：大関明彦、宮本聖子、堀川久美、大石淳子、根津礼美、林拓真（テレビ東京）
- デスク：後藤由枝（テレビ東京）
- AP：富田晶子、中嶋日登美（中嶋→第2期#16から）、綾田舞（綾田→土曜ゴールデン#1から水曜ゴールデン#2まで）、山本桂子、大城裕子、川村里美（川村→水曜ゴールデン#3【2017年5月17日】から?）、本山ひかる（本山→大型SPのみ担当）、森下絢香・小嶋悠介・望月麻未（ホールマン）、松原めぐみ（BOマーズ）、向山麻子
- CAD：芝﨑真寿美、福本豊（以前はCAD/ディレクター）、津田絢子（津田→●）
- AD：中澤祐樹、若林勇樹、武田航、横田栞、坂巻裕太、加藤潤紀、井水奈奈、坂井航海、行田圭佑、井川慎也、馬場千智、平田健四郎、佐藤太一、馬唐火韋、小林花乃子、日高健佑、外山眞貴子、中村光、高沢奏、福島未希、大瀧裕基子、和田千帆、山田紘史、酒寄彩子、星威史、鈴木友治、今村雪乃、藤江達也、田口隼、比山拓海、鈴木小晴、杉目七瀬、野島萌子、石田護（石田→以前は週替り）、深川活水（深川→以前は毎週）、井上勇輝（井上→以前は毎週）、前原拓幸、大多和桂輔、安藤大起、西宮沙織、古城戸雅菜、三鬼佑介、入山珠奈、玉村真紀、秋山美桜、荒井佳記、大塚柚珠巴、相内秀平（以前はCAD）、岩間瑞季、清水裕貴、平山有果、川嵜海、藤島なずな（藤江以降→●）
- ディレクター：米山聡、大保大輔、山越由貴、青山敏雄、植田俊平、新井若菜、太田大介、鈴木大二郎、高橋久直、岩波純、川村大介、西山英雄、岡山薫、箕臼高志、安部聖之、飯田亮太、雨宮正岳、江村英紀、黒原竜二、鈴木賢一、日向健太、櫛田健太郎、石川亮介、工藤真大、間篠高行、岩上武司、平林淳、増田タカヤ、小倉大輔、鈴木百合夫、早坂渉、中島賢一、川岸昌嗣、曽我和隆、仁茂田哲郎、鷹中亮介、綾部梨花、武井陽介、池田修大(太)、松本健人、西岡奈美、岡崎昇平、大平純一、岡本勝司、伊藤健司、中間拓郎、財津猛、金澤英憲、鈴木慶昭、村松敬祐、廣瀬一貴（廣瀬→以前はAD►CAD）、松井徹、藤原ケンタ、岡野彰男、藤田豊平、木坂優介、神戸謙太郎、木村哲郎、片寄晴輝、濱口賢治、西尾智仁、加藤翔輝、花園カレン、石本ちひろ、勝田邦裕、正野鉄也(矢)、鈴木博久、鈴木彦太郎、五十嵐健太、程塚彩、古田嶋洋平、本田秀次（五十嵐・古田嶋・伊藤・本田→以前は週替り）、徳差亮、濱野圭佑、豊川康成、永島糧、新田祐士、荻野憲之、黒原英憲、村田弘子（村田→以前は週替り）、青野竜也、木田慎也、川名良和（川名→ロジック、以前は週替り）、石津雄馬、園畑将基、永井信二郎、流石英昭、宮澤豊孝、上出遼平（上出→テレビ東京、2021年1月6日のみ）、児玉アトム、林毅、中村優一郎、佐藤朗、村林恵美利、梅崎陽（テレビ東京）、橋本崇、近藤翔太、中田健士、中野聡、伊藤喜孝、前田夢有、宮内佑弥、島田夏希、川崎貴博、水谷和一（棚橋・島田→以前はAD）
- プロデューサー：岡田英吉（テレビ東京）、重定菜子（テレビ東京、第2期レギュラーから2021年6月23日まで）、朝比奈諒（テレビ東京、レギュラー放送（第6期）から、以前はディレクター→一時離脱）、小野元照（ホールマン、2015年7月3日までディレクター→2016年3月26日までプロデューサー）、橋本元康（ホールマン）、青田和大（ホールマン、土曜ゴールデン#1から2018年9月26日までプロデューサー）、渡邊良（日経映像、レギュラー放送（第6期）から）
- 演出：古東風太郎（テレビ東京、2020年7月1日から2021年12月まで、以前はディレクター）
- プロデューサー・演出：高橋弘樹（テレビ東京、2020年6月まで）
- チーフプロデューサー：斎藤勇（テレビ東京、番組開始から金曜深夜特別版#1【2016年6月24日】まで）、澤井伸之（テレビ東京、金曜深夜特別版#2【2016年7月1日】から2019年3月13日まで、土曜ゴールデン版#1から金曜深夜特別版【2016年6月24日】までプロデューサー）、越山進（テレビ東京、2019年3月20日から2021年11月10日まで）
- 制作協力：PANDA21（土曜ゴールデン#1から）、日経映像（レギュラー放送（第6期）から）、UN-TRASH、ホールマン

## 放送リスト

### レギュラー第1期
| 1 | 1月6日  |  |                                                   |  |
| 2 | 1月13日 |  |                                                   |  |
| 3 | 1月20日 |  | 終電を逃し 街を徘徊する人々の人生を蛭子能収が観察 |  |
| 4 | 1月27日 |  |                                                   |  |

### 特番
| 5 | 8月15日 |  |  | （20:54 - 22:48）                                             |
| 6 | 9月29日 |  |  | 秋の終電逃したSP （23:58 - 24:45）                            |
| 7 | 12月7日 |  |  | （19:54 - 21:48） ※日本民間放送連盟賞 番組部門 最優秀賞を受賞 |

| 8  | 1月5日  |                            |  | （23:58 - 24:45）                                         |
| 9  | 2月16日 | 澤部佑（ハライチ）         |  | 人生の夢SP （20:00 - 21:54） ※矢作の出演なし              |
| 10 | 6月19日 |                            |  | （18:58 - 19:54）                                         |
| 11 | 7月3日  | 徳井義実（チュートリアル） |  | 人生の夢SP 2015夏 （18:58 - 20:50） ※後半は矢作の出演なし |

### レギュラー第2期
| 12           | 10月3日  | 劇団ひとり                     |                                    |                              |
| 13           | 10月10日 | カンニング竹山                 |                                    |                              |
| 14           | 10月17日 | 小木博明（おぎやはぎ）         |                                    |                              |
| 15           | 10月24日 | 大久保佳代子（オアシズ）       |                                    |                              |
| 16           | 10月31日 | 山崎弘也（アンタッチャブル）   |                                    |                              |
| 17           | 11月7日  | 山崎弘也（アンタッチャブル）   |                                    |                              |
| 18           | 11月14日 | 高橋茂雄（サバンナ）           |                                    |                              |
| 19           | 11月21日 | 田中卓志（アンガールズ）       |                                    | 平成生まれの今どき若者SP     |
| 20           | 11月25日 | 田村亮（ロンドンブーツ1号2号） |                                    | （21:00 - 22:48）            |
| 21           | 11月28日 | 高橋茂雄（サバンナ）           |                                    | ハロウィーンにいた人の素顔SP |
| 22           | 12月5日  | 有野晋哉（よゐこ）             |                                    |                              |
| 23           | 12月19日 | 土田晃之                       |                                    | 人生の節目SP                 |
| 24 (総集編①) | 12月26日 |                                | それぞれのその後取材映像を追加紹介 | ※番組ADの自宅で収録          |

| 25 | 1月9日  | 木下隆行（TKO）       |  | 新春！家ついて行き初めSP                                          |
| 26 | 1月16日 | 濱口優（よゐこ）      |  |                                                                   |
| 27 | 1月23日 | 柳原可奈子            |  |                                                                   |
| 28 | 1月30日 | ケンドーコバヤシ      |  |                                                                   |
| 29 | 2月6日  | YOU                   |  |                                                                   |
| 30 | 2月13日 | 劇団ひとり            |  |                                                                   |
| 31 | 2月17日 | 指原莉乃（当時HKT48） |  | （21:00 - 22:48） ※第53回ギャラクシー賞 テレビ部門 最優秀賞を受賞 |
| 32 | 2月20日 | ボビー・オロゴン      |  |                                                                   |
| 33 | 2月27日 | 澤部佑（ハライチ）    |  |                                                                   |
| 34 | 3月5日  | 我が家                |  | 新社会人＆20代社会人SP ※杉山裕之（我が家）の自宅で収録            |
| 35 | 3月12日 | 博多華丸・大吉        |  |                                                                   |
| 36 | 3月19日 | カンニング竹山        |  |                                                                   |
| 37 | 3月26日 | 吉木りさ              |  | 深夜に語るそれぞれの夢SP                                          |

### レギュラー第3期
| 2016年         | 2016年   | 2016年                                                                                               | 2016年                             | 2016年                                         |
| 回             | 放送日   | ゲスト                                                                                               | 企画                               | 備考                                           |
| -------------- | -------- | --- | ---------------------------------- | ---------------------------------------------- |
| 38             | 4月16日  | 有吉弘行                                                                                             |                                    | 春の終電逃したSP （18:30 - 20:54）             |
| 39             | 4月23日  | 澤部佑（ハライチ）                                                                                   |                                    |                                                |
| 40             | 4月30日  | 東野幸治                                                                                             |                                    |                                                |
| 41             | 5月7日   | 山里亮太（南海キャンディーズ）                                                                       |                                    |                                                |
| 42 （総集編②） | 5月14日  | | それぞれのその後取材映像を追加紹介 | 家、ついて行った人 その後SP                    |
| 43             | 5月21日  | 風間俊介 柳原可奈子                                                                                  |                                    |                                                |
| 44             | 5月28日  | 博多華丸・大吉                                                                                       |                                    |                                                |
| 45             | 6月4日   | 高橋茂雄（サバンナ） 秋元真夏（乃木坂46）                                                            |                                    |                                                |
| 46             | 6月11日  | 渡辺直美                                                                                             |                                    |                                                |
| 47             | 6月18日  | 宮藤官九郎                                                                                           |                                    |                                                |
| 48 （深夜版①） | 6月25日  | カンニング竹山                                                                                       |                                    | たまには深夜にこっそりSP （24:52 - 25:23）     |
| 49 （深夜版②） | 7月2日   | カンニング竹山                                                                                       |                                    | たまには深夜にこっそりSP （24:52 - 25:23）     |
| 50 （深夜版③） | 7月9日   | 吉木りさ                                                                                             |                                    | 深夜のディープな人生SP （24:12 - 24:52）       |
| 51             | 7月16日  | 高橋茂雄（サバンナ） 板野友美                                                                        |                                    | 誰かに人生救われた人SP                         |
| 52             | 7月23日  | 高橋真麻 生駒里奈（当時乃木坂46）                                                                    |                                    | 女の人生ドラマSP                               |
| 53             | 8月6日   | 千原ジュニア（千原兄弟） 秋元真夏（乃木坂46）                                                        |                                    |                                                |
| 54             | 8月13日  | 山崎弘也（アンタッチャブル） マギー                                                                  |                                    |                                                |
| 55             | 8月20日  | アンジャッシュ                                                                                       |                                    |                                                |
| 56             | 9月3日   | 薬丸裕英 片岡愛之助                                                                                  |                                    | 秋の終電逃したSP （18:30 - 20:54）             |
| 57             | 9月10日  | 坂上忍                                                                                               |                                    |                                                |
| 58             | 9月17日  | YOU 山本裕典                                                                                         |                                    |                                                |
| 59 （深夜版④） | 10月1日  | 阿佐ヶ谷姉妹                                                                                         |                                    | 深夜のディープな人生SP （24:12 - 24:52）       |
| 60 （深夜版⑤） | 10月8日  | 阿佐ヶ谷姉妹                                                                                         |                                    | 深夜のディープな人生SP （24:12 - 24:52）       |
| 61             | 10月8日  | 峰竜太 池田美優 高山一実（乃木坂46） 秋元真夏（乃木坂46）                                            |                                    | 日本全国！いきなりお宅突撃SP （18:30 - 20:54） |
| 62             | 10月22日 | ブラックマヨネーズ                                                                                   |                                    |                                                |
| 63             | 10月29日 | 出川哲朗                                                                                             |                                    | ※『土曜スペシャル』とコラボレーション          |
| 64             | 11月5日  | 劇団ひとり                                                                                           |                                    | （19:53-20:54）                                |
| 65             | 11月12日 | 桂文枝 高山一実（乃木坂46）                                                                          |                                    | （18:30 - 20:54）                              |
| 66             | 12月3日  | 早乙女太一 生駒里奈（当時乃木坂46） 高橋茂雄（サバンナ）                                             |                                    | 師走…人生の夢！2時間30分SP （18:30 - 20:54）   |
| 67             | 12月10日 | YOU 厚切りジェイソン                                                                                 |                                    |                                                |
| 68             | 12月24日 | 岡田結実 中島裕翔（Hey! Say! JUMP） 澤部佑（ハライチ） 秋元真夏（乃木坂46） 生駒里奈（当時乃木坂46） |                                    | 2016年末！終電逃したSP （18:30 - 20:54）       |
| 69 （深夜版⑥） | 12月28日 | 中村蒼                                                                                               |                                    | 年末にこっそりSP （22:50 - 23:50）             |

| 70             | 1月7日  | 泉谷しげる SHELLY                                                    |                                    | 新年！終電逃した2時間半SP （18:30 - 20:54）                 |
| 71 （深夜版⑦） | 1月17日 | 春日部裕次郎                                                         |                                    | 深夜にこっそり…ギリギリ過激な人生SP 第7弾 （24:12 - 25:00） |
| 72             | 1月21日 | 森三中 岡田圭右（ますだおかだ） 朝比奈彩                             |                                    | 2017年！新年の夢SP （18:30 - 20:54）                        |
| 73             | 2月4日  | 博多華丸（博多華丸・大吉） 藤田ニコル 出川哲朗 小嶋陽菜（当時AKB48） |                                    | 青森から長崎まで…日本縦断SP （18:30 - 20:54）               |
| 74             | 2月18日 | サンドウィッチマン 益若つばさ                                        |                                    | 冬の上京物語SP （18:30 - 20:54） ※有村昆の両親の自宅で収録  |
| 75             | 3月4日  | 澤部佑（ハライチ） 田中卓志（アンガールズ） 飯豊まりえ 平沼ファナ    |                                    | 諦められない人生の夢SP 2017 （18:30 - 20:54）               |
| 76             | 3月18日 | 遠藤章造（ココリコ） 小島瑠璃子 高橋メアリージュン 志尊淳            |                                    | 春！新たな人生の門出！SP （18:30 - 20:54）                  |
| 77 （総集編③） | 3月22日 |                                                                      | それぞれのその後取材映像を追加紹介 | 水曜日にお引越ししますSP その後、ついて行ってイイですか？   |

### レギュラー第4期
| 2017年          | 2017年   | 2017年                                                                 | 2017年                                       | 2017年                                                 |
| 回              | 放送日   | ゲスト                                                                 | 企画                                         | 備考                                                   |
| --------------- | -------- | ---------------------------------------------------------------------- | -------------------------------------------- | ------------------------------------------------------ |
| 78              | 4月19日  | オアシズ 秋元真夏（乃木坂46） 生駒里奈（当時乃木坂46）                 |                                              | 水曜よる9時！ディープな人生SP                          |
| 79              | 4月26日  | 哀川翔 村上弘明 松井珠理奈（当時SKE48）                                |                                              | 2017年！春の夢…2時間SP                                 |
| 80              | 5月17日  | 哀川翔 村上弘明 松井珠理奈（当時SKE48） 渡辺直美                       |                                              | 波瀾万丈の人生…挫折上等！2時間SP                       |
| 81              | 5月24日  | 福澤朗 ハリセンボン                                                    |                                              | 亡き妻へ…涙の2時間SP                                   |
| 82 （総集編④）  | 6月7日   |                                                                        | それぞれのその後取材映像を追加紹介           | 特別編…夜9時のディープな人生SP                         |
| 83              | 6月14日  | 向井理 ナイツ 佐藤栞里                                                 |                                              | 実録！衝撃過ぎる自宅SP                                 |
| 84              | 6月21日  | 向井理 YOU 小島よしお 志尊淳                                           |                                              | 衝撃の秘密…いきなり暴露SP                              |
| 85 （深夜版⑧）  | 7月7日   | 本郷奏多 志尊淳                                                        |                                              | 深夜こっそりSP （24:12 - 24:23）                       |
| 86              | 7月12日  | 坂上忍 ラブリ                                                          |                                              | 逆境ぶっ飛ばした人生SP                                 |
| 87              | 7月19日  | ナイツ                                                                 |                                              | 衝撃の過去…突然暴露SP                                  |
| 88              | 7月26日  | トシ（タカアンドトシ） 博多大吉（博多華丸・大吉） 秋元真夏（乃木坂46） |                                              | 深夜24時の街…波瀾万丈人生SP                            |
| 89              | 8月9日   | 徳光和夫 MAKIDAI（EXILE）                                              |                                              | 「私、実は…」衝撃の正体SP                              |
| 90              | 8月16日  | 東貴博 ギャル曽根                                                      | 奥さんにラブレター書いてもらってイイですか？ | 突然…事件発生！SP                                      |
| 91              | 8月30日  | 勝村政信 おのののか                                                    |                                              | 夏の終電逃し…衝撃事件SP                                |
| 92              | 9月6日   | 柳原可奈子 小島瑠璃子                                                  |                                              | 波瀾万丈！金と人生SP                                   |
| 93              | 9月13日  | ハリセンボン 藤井サチ                                                  |                                              | 2017年・最期の夏…涙の別れ&新たな夢SP                   |
| 94              | 10月11日 | 中尾明慶 山崎弘也（アンタッチャブル）                                  |                                              | 秘密…いきなり暴露SP                                    |
| 95              | 10月25日 | 太賀 池田美優                                                          |                                              | 衝撃映像！連発…過激な人妻SP                            |
| 96              | 11月1日  | 磯村勇斗 横澤夏子                                                      |                                              | 衝撃の人生…常識崩壊SP                                  |
| 97              | 11月15日 | 西岡徳馬 藤田ニコル                                                    |                                              | 衝撃事件…一瞬で人生激変SP                              |
| 98              | 11月22日 | YOU 小倉優子                                                           |                                              | 衝撃の過去…いきなり暴露SP                              |
| 99              | 11月29日 | ニッチェ 高山一実（乃木坂46）                                          |                                              | どんな逆境でも…跳ね返せる気がするSP                    |
| 100             | 12月13日 | おかずクラブ 大東駿介                                                  |                                              | 衝撃の過去告白＆ワケあり上京物語2017                   |
| 101 （深夜版⑨） | 12月26日 |                                                                        |                                              | 深夜特別SP （24:35 - 24:55）                           |
| 102             | 12月30日 | 伊藤淳史 馬場徹 足立梨花                                               | 一緒に掃除しませんか？                       | 年末特別版！2017年、人生激変した人SP （17:55 - 21:00） |

| 103 （深夜版⑩） | 1月8日  |                               |  | （24:12 - 25:00） ※矢作の出演なし |
| 104             | 1月17日 | 髙橋大輔 秋元真夏（乃木坂46） |  | 夫の秘密暴露&衝撃改造ハウスSP     |
| 105             | 1月24日 | 名取裕子 深川麻衣             |  | 電子レンジ禁止！vs夫の秘密暴露SP  |

### レギュラー第5期
| 2018年          | 2018年  | 2018年                           | 2018年                                                    | 2018年                                                       |
| 回              | 放送日  | ゲスト                           | 企画                                                      | 備考                                                         |
| --------------- | ------- | -------------------------------- | --------------------------------------------------------- | ------------------------------------------------------------ |
| 106             | 2月7日  | 小籔千豊                         |                                                           | 1200万値引き崖ハウス&深夜4時の衝撃告白                       |
| 107             | 2月14日 | 勝村政信 知英                    |                                                           | 国家機密エリート外交官&町工場の焼き鳥男                      |
| 108             | 2月21日 | 橋本マナミ にゃんこスター        |                                                           | 衝撃暴露！ロケ中に人生激変SP                                 |
| 109             | 3月7日  | 濱田龍臣 本仮屋ユイカ            |                                                           | 豪雪でヒールの美女&-30℃で借金9千万                           |
| 110 （総集編⑤） | 3月14日 |                                  | それぞれのその後取材映像を追加紹介 一緒に掃除しませんか？ | 特別編！その後の人生SP （21:00 - 23:00） ※番組ADの自宅で収録 |
| 111             | 3月21日 | 竹野内豊 松井珠理奈（当時SKE48） |                                                           | 慶大生キャバ嬢vs豪雪村コタツに炭入れる85歳                   |

### レギュラー第6期
| 2018年          | 2018年   | 2018年                                                 | 2018年                             | 2018年 |
| 回              | 放送日   | ゲスト                                                 | 企画                               | サブタイトル・備考                                                                                           |
| --------------- | -------- | ------------------------------------------------------ | ---------------------------------- | --- |
| 112             | 4月4日   | 上川隆也 池松壮亮                                      |                                    | 衝撃の秘密…突然暴露SP                                                                                        |
| 113 （深夜版⑪） | 4月13日  |                                                        |                                    | 特別版！深夜ディープ人生…裏と表SP （1:00 - 1:30）                                                            |
| 114             | 4月18日  | 国分太一（TOKIO） 栗原心平                             |                                    | 衝撃暴露！春…新たな人生の門出SP                                                                              |
| 115             | 4月25日  | 春日俊彰（オードリー） 滝沢カレン                      |                                    | 衝撃事件！過去の秘密、暴露SP                                                                                 |
| 116             | 5月9日   | バイきんぐ 池田美優                                    |                                    | 青春！昭和メロディー大好き中学生&ベロベロ女性                                                                |
| 117             | 5月16日  | YOU 森崎ウィン                                         |                                    | 800万！絶景温泉ハウス&妻に初めて秘密告白                                                                     |
| 118             | 5月23日  | 春風亭昇太 新内眞衣（乃木坂46） 松村沙友理（乃木坂46） |                                    | 航空機10機vs200万の家…衝撃買い物SP                                                                           |
| 119             | 6月6日   | 岡田圭右（ますだおかだ） 泉里香                        |                                    | 昭和おもちゃ4000点の家&新宿の美女                                                                            |
| 120             | 6月13日  | 田中直樹（ココリコ） 小倉優子                          |                                    | 衝撃暴露…冷静な小学6年生&6億の船に住む男                                                                     |
| 121             | 6月20日  | カズレーザー（メイプル超合金） 佐野ひなこ              |                                    | 衝撃の茨城SP…消えゆく"裏昭和"                                                                                |
| 122 （深夜版⑫） | 7月3日   | つぶやきシロー 永尾まりや                              |                                    | （1:37 - 1:25）                                                                                              |
| 123 （深夜版⑬） | 7月7日   | つぶやきシロー 永尾まりや                              |                                    | （0:55 - 1:28）                                                                                              |
| 124             | 7月4日   | ホラン千秋 ジェジュン                                  |                                    | 秘密暴露…八王子になじめぬ女vsかぼちゃ馬車に2億 （21:00 - 22:54）                                             |
| 125             | 7月18日  | 小泉孝太郎 松下由樹                                    |                                    | 衝撃！千葉…謎のヒゲ集団&女子大生秘密LINE （19:54 - 22:00）                                                   |
| 126             | 7月25日  | 田中卓志（アンガールズ） 小倉優香                      |                                    | 衝撃人生！女優が結婚詐欺&老々介護3000万                                                                      |
| 127             | 8月8日   | 劇団ひとり miwa                                        |                                    | 衝撃告白！夫、行方不明&所持金364円の66歳                                                                     |
| 128             | 8月22日  | 竜雷太 与田祐希（乃木坂46）                            |                                    | 禁断…秘密部屋の潜入SP                                                                                        |
| 128             | 8月29日  | 加藤一二三 秋元真夏（乃木坂46）                        | 海外で家、ついて行ってイイですか?  | 特別編！海外SP～アメリカ・アフリカ・イラン ※以前ロケを行っていたが、翻訳が難しく編集を後回しにしていたと説明 |
| 129             | 9月5日   | YOU 諸星和己                                           |                                    | 笑顔の裏…衝撃の秘密告白SP                                                                                    |
| 130             | 9月19日  | 澤部佑（ハライチ） 市川紗椰                            |                                    | 茨城の衝撃…深夜に、秘密暴露SP                                                                                |
| 131 （総集編⑥） | 9月26日  |                                                        | それぞれのその後取材映像を追加紹介 | 今夜は特別編！数年後…人生激変SP                                                                              |
| 132             | 10月3日  | 笛木優子 山崎弘也（アンタッチャブル）                  |                                    | 秋の秘密暴露SP                                                                                               |
| 133             | 10月24日 | 髙嶋政宏 喜多乃愛                                      |                                    | 埼玉&池袋の衝撃…消したい過去SP！                                                                             |
| 134             | 10月31日 | 石塚英彦 須田亜香里（SKE48）                           |                                    | 衝撃事件&昭和の総武線ラブストーリー                                                                          |
| 135             | 11月7日  | 鈴木亜美 古川雄輝                                      |                                    | 衝撃の秘密暴露SP！2018年秋                                                                                   |
| 136             | 11月21日 | 鈴木奈々 松井珠理奈（SKE48）                           |                                    | 特別編 ロケ中…まさかの大惨事SP                                                                               |
| 137             | 11月28日 | 井上裕介（NON STYLE） 池松壮亮                         |                                    | 団地に行ったら…衝撃人生SP                                                                                    |
| 138             | 12月12日 | 亀梨和也（KAT-TUN）                                    |                                    | 1枚の写真に隠された物語SP                                                                                    |
| 139             | 12月26日 | 木梨憲武（とんねるず） 吉木りさ                        | お蔵入りになったVTRを紹介          | 年末特別編～木梨憲武vsディレクター35人大暴露SP （21:00 - 23:24） ※番組ロケ地である三ちゃん食堂にて収録       |

| 2019年             | 2019年   | 2019年                                                                       | 2019年                                                                          | 2019年 |
| 回                 | 放送日   | ゲスト                                                                       | 企画                                                                            | サブタイトル・備考                                                                                               |
| ------------------ | -------- | ---------------------------------------------------------------------------- | ------------------------------------------------------------------------------- | --- |
| 140                | 1月1日   | 東貴博 高山一実（乃木坂46） 大園桃子（乃木坂46） ※ゲストは録画放送のみの出演 | 取材対象者の年越しに密着 浅草寺で矢作が収録できる住居を探す（生中継）           | 平成最後の大晦日…何してた？生放送SP 火曜日に放送（21:00 - 24:30）                                                |
| 141                | 1月16日  | 石黒賢 新内眞衣（乃木坂46） 松村沙友里（乃木坂46）                           |                                                                                 | 元旦のお宅へ！"白川郷ハウスVSトイレ事件"                                                                         |
| 142                | 1月23日  | 山崎弘也（アンタッチャブル） 南明奈                                          |                                                                                 | 衝撃暴露&放送ギリギリSP                                                                                          |
| 143                | 1月30日  | 飯尾和樹（ずん） 小倉優香 池田美優                                           |                                                                                 | 平成最後の成人式！平成の岩下志麻vs吉幾三                                                                         |
| 144                | 2月6日   | 松嶋尚美 ジェジュン                                                          |                                                                                 | 衝撃の秘密！告白SP                                                                                               |
| 145                | 2月13日  | 光浦靖子（オアシズ） 増田貴久（NEWS）                                        |                                                                                 | 前代未聞！衝撃の秘密SP…町田ヤバイよ×2 ※大木の出演はなし ※『ソレダメ！』とコラボレーション                        |
| 146                | 2月20日  | メイプル超合金                                                               |                                                                                 | 波乱万丈！48歳で退職&セーラームーンなりきる美女                                                                  |
| 147                | 2月27日  | 中村七之助 荻野由佳                                                          |                                                                                 | 極寒の釧路&埼玉の古民家SP                                                                                        |
| 148                | 3月6日   | 春日俊彰（オードリー） 今泉佑唯                                              |                                                                                 | 人生激変！部屋に詰まった…波乱万丈SP                                                                              |
| 149                | 3月13日  | ナイツ 関根麻里                                                              |                                                                                 | 衝撃の練馬！人生逆転&ヤラセ疑惑SP                                                                                |
| 150 （一部再放送） | 3月20日  | 田中卓志（アンガールズ） 高橋ユウ 吉田沙保里 木村有希                        | その後取材映像を追加紹介                                                        | 今夜は特別編～わずか人生で人生激変！3時間SP ※木村有希の自宅で収録（木村は素人時代に番組に出演） （18:55～22:00） |
| 151                | 4月10日  | 上川達也 浅利陽介                                                            |                                                                                 | 東北の豪雪村&日テレ退社…美人キャスター                                                                           |
| 152                | 4月17日  | 福澤朗 柏木由紀（AKB48） 向井地美音（AKB48）                                 |                                                                                 | 板橋宿大好き夫婦vs本八幡のベロベロ金融OL                                                                         |
| 153 （深夜版⑭）    | 4月29日  | 笛木優子                                                                     |                                                                                 | 深夜にこっそり…ディープな人生SP （24:12～25:00）                                                                 |
| 154                | 5月8日   | 陣内智則 笛木優子                                                            |                                                                                 | 【常識崩壊】前代未聞の"ヤバイ家"SP                                                                               |
| 155                | 5月15日  | 山本耕史 磯村勇斗                                                            |                                                                                 | 【今夜は特別編】予想外の結末…最後に衝撃告白SP                                                                    |
| 156                | 5月22日  | 高島礼子 蛭子能収                                                            |                                                                                 | 【10連休の日本列島】義父母号泣…美人妻の秘密                                                                      |
| 157                | 6月5日   | 熊田曜子 ハライチ                                                            |                                                                                 | 玄関開けたら…衝撃映像！連発SP                                                                                    |
| 158                | 6月12日  | よゐこ Dream Ami                                                             |                                                                                 | 人生の選択SP…美人看護師「家族…行方不明」                                                                         |
| 159                | 6月19日  | 石原良純 今泉佑唯                                                            | 取材後に解決しなかった箇所を再取材                                              | 【特別編】「その後」取材しないとOAできないSP                                                                     |
| 160                | 7月3日   | 小林幸子 田村淳（ロンドンブーツ1号2号）                                      |                                                                                 | 【ロケ3000回…奇跡の瞬間】6連発SP （21:00-22:54）                                                                 |
| 161 （深夜版⑮）    | 7月5日   | 今泉佑唯                                                                     |                                                                                 | 【深夜にこっそりSP】男蹴る美女vs IT系26歳 （24:12～24:52）                                                       |
| 162                | 7月10日  | 安達祐実 戸塚純貴                                                            |                                                                                 | アラ還夫婦…30年ぶり結婚指輪&ほろ酔い美女                                                                         |
| 163                | 7月31日  | 山崎弘也（アンタッチャブル） 齊藤京子（日向坂46）                            |                                                                                 | 【衝撃…訳あり美女SP】深夜の駅前&夏の海                                                                           |
| 164                | 8月14日  | 中村勘九郎 佐々木久美（日向坂46） 佐々木美玲（日向坂46）                     |                                                                                 | ちんちん電車好き83歳&余命10ヵ月の新婚旅行                                                                        |
| 165 （一部再放送） | 8月28日  | 鈴木杏樹 千原ジュニア（千原兄弟） 堀田茜                                     | その後取材映像を追加紹介 海外で家、ついて行ってイイですか？                     | 【特別編】衝撃12連発！ビーチの美女&ロケ中逃走 （18:55～22:00）                                                   |
| 166                | 9月4日   | 小泉孝太郎 ダレノガレ明美                                                    |                                                                                 | ビーチ美女！極貧のワケ&9000万豪邸…孤独                                                                           |
| 167                | 9月11日  | 星野源                                                                       |                                                                                 | 【星野源が家に来て…】衝撃事件4連発SP                                                                             |
| 168                | 9月18日  | 飯尾和樹（ずん） 矢田亜希子                                                  |                                                                                 | 夏終わり！ビーチで会った【訳アリ美女】3連発                                                                      |
| 169 （一部再放送） | 9月25日  | 前田敦子 伊藤健太郎                                                          | その後取材映像を追加紹介 #1の取材対象者のその後を取材                           | 今夜は特別編！5周年スペシャル！衝撃15連発 （21:00-22:54）                                                        |
| 170                | 10月9日  | 三遊亭好楽 滝沢カレン                                                        |                                                                                 | 六本木ヒルズ美女&83歳仙人【衝撃秘密】7連発 （21:00-22:54）                                                       |
| 171                | 10月16日 | 松岡昌宏（TOKIO） 賀喜遥香（乃木坂46）                                       |                                                                                 | 亡き妻のPCで見つけたレシピ&つめ放題の達人 ※同行VTRと同じ取材対象者の家で収録                                     |
| 172                | 10月23日 | YOU ナダル（コロコロチキチキペッパーズ）                                     |                                                                                 | 【ドラマ超える!?…リアル衝撃事件SP】                                                                              |
| 173                | 10月30日 | 福澤朗 貫地谷しほり                                                          |                                                                                 | 【人生の秘密SP】28歳美人画家&多摩川好き82歳                                                                      |
| 174                | 11月6日  | 奥田瑛二 齊藤京子（日向坂46）                                                |                                                                                 | イケメン5人！訳あり共同生活&認知症の妻                                                                           |
| 175                | 11月13日 | 高橋克典 小倉優子 加藤史帆（日向坂46）                                       |                                                                                 | 北の国から…短パン暴走美女&芸能界干された男 （21:00-22:54）                                                       |
| 176                | 11月20日 | 林家木久扇 筧美和子                                                          |                                                                                 | 衝撃告白…訳ありイケメンSP                                                                                        |
| 177                | 11月27日 | 伊吹吾郎 宇賀なつみ 北山宏光（Kis-My-Ft2）                                   |                                                                                 | 【特別編】衝撃12連発…ダンス美女&ボロ屋敷の神主 （18:55-22:00）                                                   |
| 178                | 12月25日 | 西郷輝彦 しずちゃん（南海キャンディーズ） 新川優愛                           | 取材対象者のクリスマスイブに密着 局内にいるタレント、家ついて行ってイイですか？ | 今日まで撮影！日本人はXmasイブ何してたSP 『プレミアMelodiX!』とコラボレーション （21:00-22:54）                  |

| 2020年             | 2020年  | 2020年 | 2020年                                                                         | 2020年 |
| 回                 | 放送日  | ゲスト | 企画                                                                           | サブタイトル・備考                                                                                              |
| ------------------ | ------- | --- | ------------------------------------------------------------------------------ | --- |
| 179 （一部再放送） | 1月3日  | 三遊亭好楽 高橋尚子 Dream Ami                                                                                 | 取材対象者の年末年始に密着 取材対象者の年末を追加取材                          | 【祝!2020年】日本全国!元日&大みそか密着SP 金曜日に放送（17:55-21:00）                                           |
| 180                | 1月8日  | 中島裕翔（Hey! Say! JUMP） 間宮祥太朗                                                                         |                                                                                | 崖っぷち53歳&日本大好き中国美女の秘密                                                                           |
| 181                | 1月15日 | 寺島進 ハライチ 伊藤かりん                                                                                    |                                                                                | 【終電逃し…ビショ濡れ美女&豪雪83歳】2時間SP （21:00-22:54）                                                     |
| 182                | 1月22日 | 高橋英樹 伊原六花                                                                                             |                                                                                | 真夜中の秘密告白！美人看護師&号泣…数学教師                                                                      |
| 183                | 2月5日  | 劇団ひとり 内田理央                                                                                           |                                                                                | 豪雪の北海道…もう2度と聞けぬ小樽夜話                                                                            |
| 184                | 2月12日 | 宮川大輔 池田美優                                                                                             |                                                                                | 【衝撃事件SP】明日記憶失くす美女&79歳の新婚                                                                     |
| 185                | 2月19日 | 山崎樹範 玉井詩織（ももいろクローバーZ）                                                                      |                                                                                | 夫に14年隠した妻の秘密&東北美女の上京物語                                                                       |
| 186                | 2月26日 | A.B.C-Z 岡崎体育                                                                                              |                                                                                | 31歳の失恋美女&囚人と結婚！81歳の後悔                                                                           |
| 187 （一部再放送） | 3月11日 | 村上弘明 りんごちゃん                                                                                         | その後取材映像を追加紹介                                                       | 【特別編】あの日を境に…人生激変した人たちSP                                                                     |
| 188 （一部再放送） | 3月18日 | 上川隆也 矢田亜希子 タカアンドトシ 葵わかな                                                                   | その後取材映像を追加紹介 鷲見アナの実家を取材                                  | 【特別編】奇跡の衝撃映像&鷲見アナの家15連発 （18:55-22:54）                                                     |
| 189                | 3月25日 | 蛭子能収 齊藤京子（日向坂46） 渡邉美穂（日向坂46）                                                            |                                                                                | 同窓会帰り…駅で泣いてた男&懲役夫待つ75歳女                                                                      |
| 190                | 4月8日  | 佐藤二朗 百田夏菜子（ももいろクローバーZ）                                                                    |                                                                                | 【特別編】今年は家でお花見楽しもうSP！衝撃6連発 ※番組の制作を担当している『BOマーズ』社内で収録 （21:00-22:54） |
| 191                | 4月15日 | 高畑淳子 小関裕太                                                                                             |                                                                                | 読売巨人軍&80年代アイドル大好き美女 ※番組の制作を担当している『ハイボール』社内で収録                           |
| 192                | 4月22日 | ゆきぽよ |                                                                                | 家でサイゼリヤ作るマッチョ&21歳美女（秘）共同生活                                                               |
| 193                | 5月6日  | 八嶋智人 ゆん（ヴァンゆん）                                                                                   | 視聴者投稿企画（家、ついて行ってイイですか？ごっこ）                           | 北欧のポツンとハウス&レシピ公開！名店オムライス                                                                 |
| 194 （一部再放送） | 5月13日 | 片岡愛之助 ファーストサマーウイカ                                                                             | その後取材映像を追加紹介 視聴者投稿企画                                        | 特別編！「今」その後が気になる人SP （18:25-22:54）                                                              |
| 195                | 5月20日 | 笛木優子 平成ノブシコブシ                                                                                     | 視聴者投稿企画                                                                 | 浅草の人情物語&風呂を傘でサウナにする美女                                                                       |
| 196                | 5月27日 | 田村淳（ロンドンブーツ1号2号） Dream Ami                                                                      | 視聴者参加企画（ZOOMで家、見せてもらってイイですか？）                         | 栃木3000万！秘密部屋ハウス&美女モノマネ9連発                                                                    |
| 197                | 6月3日  | 鬼龍院翔（ゴールデンボンバー） 稲村亜美                                                                       | 稲村亜美の家を取材（家、本気で撮ってもらってイイですか？）                     | 筋トレ美女！美脚の秘密&ヤクルト大好き62歳                                                                       |
| 198                | 6月10日 | 今田耕司 藤田ニコル                                                                                           | 視聴者投稿企画                                                                 | 親知らぬ…天涯孤独のイケメン&55歳で認知症の妻                                                                    |
| 199                | 6月17日 | 石井竜也 中川翔子                                                                                             |                                                                                | 妻が寝た後…1人泣く58歳教師&美人姉妹の家                                                                         |
| 200                | 7月1日  | Dr.コパ 齊藤京子（日向坂46）                                                                                  |                                                                                | ※テレビ東京社内番組スタッフルームにて収録                                                                       |
| 201                | 7月8日  | 劇団ひとり 大原優乃 佐々木美玲（日向坂46）                                                                    | タクシーで番組CMを流し、視聴者から番組へ連絡（家、撮りに行ってもイイですか？） | ※番組ロケ地である都内会議室で収録                                                                               |
| 202 （一部再放送） | 7月15日 | アンタッチャブル トリンドル玲奈                                                                               | その後取材映像を追加紹介 視聴者投稿企画                                        | 激動の2020年夏！人生の夢10連発スペシャル! （18:25-22:00） ※同行VTRと同じ取材対象者の家で収録                    |
| 203 （一部再放送） | 7月22日 | 宇垣美里 | 後日連絡して別日で家を取材                                                     | 衝撃ある日突然…人生激変4連発SP ※番組ロケ地である『としまえん』にて収録                                          |
| 204                | 8月5日  | 竜星涼 与田祐希（乃木坂46）                                                                                   |                                                                                | 衝撃過去を乗り越えて…人生の夢4連発 ※番組ロケ地である『生鮮スーパーゼンエー』で収録                              |
| 205                | 8月12日 | 日村勇紀（バナナマン） 日比野芽奈（青春高校3年C組） 頓知気さきな（青春高校3年C組） 川谷花音（青春高校3年C組） |                                                                                | ※秋元康監修『青春高校3年C組』の番組セットで収録                                                                 |
| 206                | 8月19日 | 貫地谷しほり りゅうちぇる                                                                                     | 島、ついて行ってイイ？ その後取材映像を追加紹介                                | ※『御座船 安宅丸』船上で収録                                                                                    |
| 207                | 9月2日  | YOU 髙橋海人（King & Prince）                                                                                 |                                                                                | ※番組ロケ地である『遊遊市場』で収録                                                                             |
| 208                | 9月9日  | 東野幸治 emma                                                                                                 | dボタン投票（家、ついて行ってイイですか？緊急世論調査！）                      | 緊急生放送！"整形"あり?なし？ ※番組ロケ地である『草加健康センター』で収録                                       |
| 209 （一部再放送） | 9月16日 | 尾上松也 岡田結実                                                                                             |                                                                                | 番組史上初！謎の女性との奇跡の出会い （18:25 - 21:55） ※番組ロケ地である『ANTCICADA』で収録                     |

### レギュラー第7期
| 2020年             | 2020年   | 2020年                                                                        | 2020年 | 2020年                                                                                  |
| 回                 | 放送日   | ゲスト                                                                        | 企画   | サブタイトル・備考                                                                      |
| ------------------ | -------- | ----------------------------------------------------------------------------- | ------ | --------------------------------------------------------------------------------------- |
| 210 （一部再放送） | 10月7日  | 井森美幸 西畑大吾（なにわ男子） 大西流星（なにわ男子） 高橋恭平（なにわ男子） |        |                                                                                         |
| 211 （一部再放送） | 10月14日 | 小木博明（おぎやはぎ） 大原櫻子                                               |        |                                                                                         |
| 212                | 10月28日 | ディーン・フジオカ 若月佑美                                                   |        | ※『二木の菓子』鹿浜店で収録 ※ディーンはこの回の放送が、テレビ東京の番組初出演となった。 |
| 213 （一部再放送） | 11月25日 | 橋本愛 赤楚衛二 児嶋一哉（アンジャッシュ）                                    |        | 4時間半SP （18:25 - 22:54） ※京成バラ園で収録                                           |
| 214 （一部再放送） | 12月9日  | ファーストサマーウイカ 庄司智春（品川庄司） 中野たむ 白川未奈 ウナギサヤカ    |        | ※スターダム道場で収録                                                                   |

| 2021年             | 2021年  | 2021年                                              | 2021年 | 2021年 |
| 回                 | 放送日  | ゲスト                                              | 企画   | サブタイトル・備考 |
| ------------------ | ------- | --------------------------------------------------- | ------ | --- |
| 215 （一部再放送） | 1月6日  | 西野亮廣（キングコング） 藤田ニコル 香取慎吾 関水渚 |        | 木曜日に放送・4時間半SP （18:25 - 22:54） ※前半は西野・藤田と、西野の自宅で収録 ※後半は香取・関水と、香取自作の壁画の前で収録 |
| 216                | 1月13日 | 大久保佳代子（オアシズ） 桐山照史（ジャニーズWEST） |        | ※番組ロケ地である『Live labo代々木』で収録                                                                                    |
| 217                | 1月27日 | 神木隆之介 武田玲奈                                 |        | ※かすかべ湯元温泉で収録 ※矢作は休演。小木博明（おぎやはぎ）が代理MCとして出演。                                               |
| 218                | 2月3日  | 芳根京子 マヂカルラブリー                           |        | ※東京大神宮で収録 |
| 219                | 2月17日 | ぺこぱ IMALU                                        |        | ※番組ロケ地である『道の駅保田小学校』で収録                                                                                   |
| 220                | 2月24日 | 今井翼 ゆりやんレトリィバァ                         |        | ※千葉県習志野市・クアパレスで収録                                                                                             |
| 221 （一部再放送） | 3月3日  | 美輪明宏 前田敦子                                   |        | |
| 222                | 3月10日 | 泉谷しげる 玉井詩織（ももいろクローバーZ）          |        | 春の訪れ！運命の巡り合わせSP ※番組ロケ地であるぐんまちゃん家で収録                                                            |

### レギュラー第8期
| 2021年             | 2021年   | 2021年                                                            | 2021年                                                                       | 2021年                                                           |
| 回                 | 放送日   | ゲスト                                                            | サブタイトル                                                                 | 備考                                                             |
| ------------------ | -------- | ----------------------------------------------------------------- | ---------------------------------------------------------------------------- | ---------------------------------------------------------------- |
| 223                | 4月7日   | 光石研 フワちゃん                                                 | 春だから…信念曲げずに夢へ向かう人SP                                          | ※番組ロケ地である江戸川区・東京健康ランド まねきの湯で収録       |
| 224                | 4月21日  | 吉田羊                                                            | 人生で起きた、まさかの奇跡 スペシャル                                        |                                                                  |
| 225                | 4月28日  | 高杉真宙 森川葵                                                   | 人生を変えた！運命の出会いSP 特別編！地上400km「宇宙の家」ついて行ってイイ？ | ※三菱みなとみらい技術館で収録                                    |
| 226                | 5月12日  | 小籔千豊 高橋ユウ                                                 | 壮絶過去を越えて…人生逆転なるかSP                                            | ※柴又 やぶ忠本店で収録                                           |
| 227 （一部再放送） | 5月19日  | 井上瑞稀（HiHi Jets） 髙橋優斗（HiHi Jets） 作間龍斗（HiHi Jets） | 夢を叶えたい…波乱の人生SP                                                    | ※千葉県国際総合水泳場で収録                                      |
| 228                | 5月26日  | 西島秀俊 石井杏奈                                                 | 試練乗り越え…夢をつかみ取れSP                                                | ※喫茶タンゴで収録                                                |
| 229                | 6月2日   | 藤森慎吾 髙橋ひかる                                               | 人生一度きり…○○に熱く打ち込む人SP                                            | ※オアシスサウナ アスティル（新橋）で収録                         |
| 230                | 6月9日   | 中川家                                                            | 人生の生きがい！まさかの結末SP                                               | ※天然温泉ヌーランド さがみ湯で収録                               |
| 231                | 6月16日  | ヒロミ                                                            | 訳あり人生…前を向く人SP                                                      | ※歌謡曲BAR スポットライト（新橋）で収録                          |
| 232                | 6月23日  | ROLAND 飯豊まりえ                                                 | 波乱の人生…夢を追う人たちSP                                                  | ※ABS卸売センターで収録                                           |
| 233                | 7月21日  | かまいたち                                                        | 逆境を乗り越えろ！波乱万丈人生SP                                             | ※アトリエ&カフェ キズナで収録                                    |
| 234                | 8月11日  | 志田未来 竜星涼                                                   | 訪れる…運命の分かれ道SP                                                      | ※下北沢SHELTERで収録                                             |
| 235 （一部再放送） | 8月18日  | 今田耕司 百田夏菜子（ももいろクローバーZ） 研ナオコ               | 2021年夏！ナゼ？激変した人生SP 新企画！超気になるテレフォンシアター          | 3時間半SP （18:25 - 21:54）                                      |
| 236                | 8月25日  | DAIGO                                                             | 波乱人生…それぞれの夢へ!!SP                                                  | ※MID STAND TOKYO（東京都千代田区）で収録                         |
| 237                | 9月8日   | 内田理央 小関裕太                                                 |                                                                              |                                                                  |
| 238                | 9月15日  | 北山宏光（Kis-My-Ft2）                                            |                                                                              | ※シブヤボウリングで収録                                          |
| 239                | 9月22日  | 蛍原徹                                                            | 蛍原徹もうなった！波乱万丈の人生メシSP                                       | ※お茶の水 おりがみ会館で収録                                     |
| 240 （一部再放送） | 10月6日  | 藤岡弘、 ハリセンボン                                             |                                                                              | 3時間半SP （18:25 - 21:54） ※料亭 錦水（ホテル椿山荘東京）で収録 |
| 241                | 10月20日 | チョコレートプラネット                                            | チョコプラvsジョニー・デップ!?奇跡の家                                       | ※マダム・タッソー東京で収録                                      |
| 242                | 10月27日 | 桜井日奈子                                                        | 逆境に負けない！強き女たち4連発SP                                            | ※地図専門店 ぶよお堂で収録                                       |
| 243                | 11月3日  | 内野聖陽                                                          | 「何食べ」内野聖陽参戦！訳アリ激変人生SP                                     | ※『きのう何食べた?』ロケ地である美容室 Dayt.代官山で収録         |
| 244                | 11月10日 | IKKO                                                              | アイデア2拠点生活&回転㊙家めしSP                                             | ※京急ミュージアムで収録                                          |
| 245                | 12月1日  | 長州力 YOU 小島瑠璃子                                             | 激変人生大連発！冬の3時間半SP                                                | 3時間半SP （18:25 - 21:54） ※人形町今半 上野広小路店で収録       |
| 246                | 12月8日  | アンガールズ                                                      | 衝撃！秘密を明かす女性たち4連発                                              | ※日本己書東京押上道場で収録                                      |
| 247                | 12月15日 | 阿佐ヶ谷姉妹                                                      | 波乱万丈の人生！我が道ゆく人たちSP                                           | ※しながわ水族館で収録                                            |
| 248                | 12月22日 | ナイツ                                                            | 困難に負けるな！前に進む人たちSP                                             | ※北星鉛筆東京ペンシルラボで収録                                  |

| 2022年             | 2022年  | 2022年                                                                                              | 2022年                                          | 2022年 |
| 回                 | 放送日  | ゲスト                                                                                              | 企画                                            | サブタイトル・備考 |
| ------------------ | ------- | --------------------------------------------------------------------------------------------------- | ----------------------------------------------- | --- |
| 249 （一部再放送） | 1月5日  | 高橋英樹 丸山桂里奈 トリンドル玲奈                                                                  | M-1&コント王者の家…冬の3時間半SP                | 3時間半SP （18:25 - 21:54） |
| 250                | 1月10日 | アルコ&ピース                                                                                       | とある文化（カルチャー）に救われた人たちSP      | 冬の特別編として月曜夜に放送 （23:06 - 23:55） ※V2 TOKYOで収録                                                                  |
| 251 （一部再放送） | 1月12日 | かたせ梨乃                                                                                          | 試練乗り越え…人生歩む人たちSP                   | ※養神館合気道龍 本部道場で収録                                                                                                  |
| 252 （一部再放送） | 1月19日 | 錦鯉 永瀬廉（King & Prince）                                                                        | M-1王者・錦鯉が参戦！運命の瞬間SP               | ※MAHOU DiningBar OSMANDで収録                                                                                                   |
| 253                | 1月26日 | ディーン・フジオカ                                                                                  | 熱き想いを抱える人たちSP                        | ※ゴールドジム ノース東京で収録                                                                                                  |
| 254 （一部再放送） | 2月9日  | 浜口京子                                                                                            | 美ボディママ&婚活乙女！最強女子SP               | ※中華料理 永昌園で収録 |
| 255                | 2月16日 | 劇団ひとり                                                                                          | 困難を乗り越え見つけた…大きな夢SP               | ※M.&KYOKOショールームで収録 |
| 256                | 3月2日  | 児嶋一哉（アンジャッシュ） 板垣李光人                                                               | サバ読み美魔女&発明家…波瀾万丈人生4連発         | ※ビューティー&ウェルネス専門職大学で収録                                                                                        |
| 257 （一部再放送） | 3月9日  | DJ KOO                                                                                              | 今日は3月9日…それぞれの人生にサンキューSP       | ※LFS池袋 esports Arenaで収録 |
| 258                | 3月16日 | 東野幸治                                                                                            | 京大卒家主vs東野幸治&愛妻にラブレター           | ※ギャラクシーホール（羽田空港）で収録                                                                                           |
| 259 （一部再放送） | 3月23日 | 古田新太 新川優愛 坂下千里子 モグライダー                                                           | 新たな一歩踏み出す人たち…春の3時間半SP          | 3時間半SP （18:25 - 21:54） ※古田・新川とはウェスティンホテル東京で収録 ※坂下・モグライダーとは高尾山トリックアート美術館で収録 |
| 260                | 3月30日 | 赤楚衛二 町田啓太                                                                                   | 悲しくても…いつかは涙を拭って笑う人生の夢SP     | ※清明館道場で収録 |
| 261 （一部再放送） | 4月13日 | 岩井勇気（ハライチ）                                                                                | ●●に人生を捧げる"熱狂的マニア"4連発             | ※ザ・プリンス パークタワー東京で収録                                                                                            |
| 262                | 4月20日 | 小山慶一郎（NEWS）                                                                                  | NEWS小山が感動&爆笑！無敵の女たち4連発          | ※新宿美術学院で収録 |
| 263 （一部再放送） | 4月27日 | 小林聡美                                                                                            | 小林聡美が絶賛！ありのままに生きる人たちSP      | ※プレミアムカラオケ モディスで収録                                                                                              |
| 264 （一部再放送） | 5月11日 | 中山美穂 堀内健（ネプチューン） 鈴木奈々 片岡愛之助 神田愛花                                        | ドタバタ大家族3時間半SP★中山美穂も愛之助も爆笑  | 3時間半SP （18:25 - 21:54） ※中山・堀内・鈴木はうんこミュージアムTOKYOで収録 ※愛之助・神田は横浜ストロベリーパークで収録        |
| 265 （一部再放送） | 5月18日 | ゆうちゃみ                                                                                          | 建もの探訪ハウス&真っ暗な家SP                   | くいもの屋わん九州自慢赤羽東口店で収録                                                                                          |
| 266                | 5月25日 | アンミカ                                                                                            | 孫10人大家族涙の訳&イマドキ美女の壮絶過去       | ※サバイバルゲームフィールドASOBIBA秋葉原フィールドで収録                                                                        |
| 267 （一部再放送） | 6月1日  | 増田貴久（NEWS）                                                                                    | 波瀾万丈すぎ！ワケありの天才達3連発             | ※食堂 もり川で収録 |
| 268 （一部再放送） | 6月8日  | 新井恵理那                                                                                          | 紆余曲折の人生…五輪選手と甲子園球児の（秘）過去 | ※ゴールドキッズで収録 |
| 269 （一部再放送） | 6月15日 | 美川憲一 岸優太（King & Prince） 戸田恵子 石原良純 岡田結実                                         | 美川&岸優太仰天！波乱の人生&衝撃ハウスSP        | 3時間半SP （18:25 - 21:54） ※セント・ラファエロチャペル東京で収録                                                               |
| 270 （一部再放送） | 7月6日  | 檀れい                                                                                              | 檀れい涙…衝撃の告白&波乱の人生3連発             | ※ニホンドウ漢方ブティックで収録                                                                                                 |
| 271                | 7月20日 | 大沢あかね 渡辺翔太（Snow Man）                                                                     | 衝撃人生SP SnowMan渡辺vs覆面サウナ超人          | ※サウナ&カプセル サンフラワーで収録                                                                                             |
| 272 （一部再放送） | 7月27日 | 船越英一郎 新山千春 河合郁人（A.B.C-Z） 小籔千豊 加藤史帆（日向坂46）                               | 2022夏！波乱万丈…衝撃人生12連発                 | 3時間半SP （18:25 - 21:54） ※船越・新山は八芳園 白鳳館（東京都港区）で収録 ※河合・小籔・加藤は吉田様宅で収録                    |
| 273 （一部再放送） | 8月10日 | 酒井美紀                                                                                            | 人生いろいろ…苦労した母ちゃんの熱き想いSP       | ※こどもタマヒメデンで収録 |
| 274 （一部再放送） | 8月17日 | 見取り図 井上咲楽                                                                                   | 波乱の最強（秘）美女が秘密を大告白SP            | ※The Place of Tokyoで収録 |
| 275 （一部再放送） | 8月31日 | 山瀬まみ 徳井健太（平成ノブシコブシ） 宮田俊哉（Kis-My-Ft2） 山口もえ 青山テルマ 田中樹（SixTONES） | 爆笑&大号泣…激変人生11連発!夏の3時間半SP        | 3時間半SP （18:25 - 21:54） ※リゾナーレ熱海で収録                                                                               |
| 276                | 9月7日  | 純烈（酒井一圭、小田井涼平）                                                                        | 純烈が大興奮！クセスゴ家族が衝撃事実を大告白SP  | ※蒲田温泉で収録 |
| 277                | 9月21日 | 阿部サダヲ                                                                                          | 阿部サダヲも感涙…グルメと人生の交差点SP         | ※うら八で収録 |
| 278                | 9月28日 | 野沢直子 小木博明（おぎやはぎ）                                                                     | 逆境に負けない無敵美女SP                        | ※恵比寿CreAtoで収録 |

### レギュラー第9期
| 2022年             | 2022年   | 2022年                                                           | 2022年                                       | 2022年 |
| 回                 | 放送日   | ゲスト                                                           | サブタイトル                                 | 備考 |
| ------------------ | -------- | ---------------------------------------------------------------- | -------------------------------------------- | --- |
| 279 （深夜版⑯）    | 10月11日 | 山﨑ケイ（相席スタート）                                         | 男と女のディープな世界を大放出SP             | 深夜の特別編 （0:30 - 1:00） ※ホテルスプリングス幕張（千葉県千葉市）で収録                                        |
| 280 （一部再放送） | 10月16日 | 高島礼子 岡野陽一 吉住 泉谷しげる 眞鍋かをり 生見愛瑠            | 日曜に引越し記念!涙と笑いの人生ドラマ3時間SP | 3時間SP （18:30 - 21:30） ※ホテルスプリングス幕張で収録                                                           |
| 281 （一部再放送） | 11月6日  | 大地真央 松島聡（Sexy Zone） 福田麻貴（3時のヒロイン）           | 大地真央が泣いた…衝撃と波乱の激変人生SP      | 2時間半SP （18:30 - 21:00） ※ホテルニューオータニ（千代田区紀尾井町）で収録                                       |
| 282 （一部再放送） | 12月11日 | 北大路欣也 陣内智則 須田亜香里 島崎和歌子 千賀健永（Kis-My-Ft2） | 涙と笑顔で心温まる冬ドラマ3時間SP            | 3時間SP （18:30 - 21:30） ※北大路・陣内・須田は銀座クラシックホールで収録 ※島崎・千賀は葛飾柴又寅さん記念館で収録 |
| 283 （一部再放送） | 12月18日 | 萬田久子 MEGUMI 王林                                             | 秘密と涙と大恋愛…運命を切り拓く女性SP        | 2時間半SP （18:30 - 21:00） ※クラブチック（港区六本木）で収録                                                     |

| 2023年             | 2023年  | 2023年                                                   | 2023年                                      | 2023年 |
| 回                 | 放送日  | ゲスト                                                   | 企画                                        | サブタイトル・備考 |
| ------------------ | ------- | -------------------------------------------------------- | ------------------------------------------- | --- |
| 284                | 1月3日  | 有吉弘行 鈴木砂羽 名取裕子 飯塚悟志（東京03） 峯岸みなみ | 有吉が爆笑&名取は感動…新春4時間SP           | 火曜日に放送・4時間SP （17:55 - 22:00） ※有吉・鈴木は観世能楽堂（中央区銀座）で収録 ※名取・飯塚・峯岸は昭和の家（足立区）で収録 |
| 285 （一部再放送） | 1月29日 | 井森美幸 濱口優（よゐこ） 瀧川鯉斗                       | きゃりー熱狂オジサン&UFO仙人&二十歳の誓いSP | 2時間半SP （18:30 - 21:00） ※古民家カフェ 蓮月（大田区池上）で収録                                                              |
| 286 （一部再放送） | 2月12日 | 今田耕司 渡辺満里奈 本田望結                             | ㊙豪邸&家族愛の奇跡&45歳の初恋              | 2時間半SP （18:30 - 21:00） ※ザストリングス表参道（港区表参道）で収録                                                           |
| 287 （一部再放送） | 2月19日 | 黒木瞳 ウエストランド                                    | アゲアゲ黒木瞳&感動ウエストランドSP         | 2時間半SP （18:30 - 21:00） ※マハラジャ六本木で収録                                                                             |
| 288 （一部再放送） | 3月12日 | 竹中直人 藤本美貴 加納（Aマッソ）                        | 離島の絶景セカンドライフ&孤独のグルメSP     | 2時間半SP （18:30 - 21:00） ※瀬戸内食堂（港区高輪）で収録                                                                       |

### レギュラー第10期
| 2023年             | 2023年  | 2023年                                                                                    | 2023年                                              | 2023年 |
| 回                 | 放送日  | ゲスト                                                                                    | サブタイトル                                        | 備考 |
| ------------------ | ------- | ----------------------------------------------------------------------------------------- | --------------------------------------------------- | --- |
| 289 （一部再放送） | 4月2日  | YOU 桐山照史（ジャニーズWEST） あの 高田純次 児嶋一哉（アンジャッシュ） 渋谷凪咲（NMB48） | 10年目突入!人生の花咲く春の3時間半SP                | 3時間半SP （18:30 - 21:54） |
| 290                | 4月16日 | タカアンドトシ                                                                            | 10年目突入!衝撃のヒミツを大告白SP                   | |
| 291 （一部再放送） | 4月23日 | 高岡早紀                                                                                  | 銀座&赤羽&代田橋で出会った強すぎ美女3連発           | |
| 292                | 4月30日 | 菊池風磨（Sexy Zone）                                                                     | 昭和生まれは知らない!?若者の世界4連発               | |
| 293                | 5月7日  | 松坂大輔 大久保佳代子（オアシズ）                                                         | 松坂大輔が絶賛!侍ジャパンを支えた男の㊙ハウス       | 1時間半SP （20:30 - 21:54） ※浅草バッティングスタジアムで収録                                                                                      |
| 294                | 5月14日 | 南野陽子 藤井隆 斉藤慎二（ジャングルポケット） 中尾明慶 阿佐ヶ谷姉妹                      | 笑顔咲く素晴らしき人生3時間SP 新企画!家主マッチング | 3時間SP （18:55 - 21:54） |
| 295 （一部再放送） | 5月28日 | 横澤夏子                                                                                  | 今夜はハンカチを片手にご覧ください…涙の人生物語     | |
| 296                | 6月4日  | 藤岡弘、 若槻千夏 関水渚 大竹一樹（さまぁ～ず） 西畑大吾（なにわ男子） 白河れい           | ニッポンの祭りが復活!笑って泣いて…衝撃人生SP        | 3時間SP （18:55 - 21:54） |
| 297                | 6月11日 | 井ノ原快彦                                                                                | なんでそんな家になっちゃた!?仰天ハウスSP            | |
| 298 （一部再放送） | 7月2日  | 斉藤由貴 吉村崇（平成ノブシコブシ）                                                       | 今夜、私…衝撃告白させて頂きます1時間半SP            | 1時間半SP （20:30 - 21:54） ※カラバッシュ（港区浜松町）で収録                                                                                      |
| 299                | 7月16日 | 柳原可奈子 小野花梨                                                                       | 愛と涙の食べ放題!波乱万丈…衝撃の食卓SP              | ※陳家私菜渋谷店で収録 |
| 300                | 8月6日  | MEGUMI                                                                                    | 人生の転機と深夜の駅で衝撃の出会い2023夏SP          | 10分拡大SP （20:50 - 21:54） ※Staple Room神楽坂で収録                                                                                              |
| 301 （一部再放送） | 8月13日 | 田中圭 ゆうちゃみ 宮舘涼太（Snow Man） 榊原郁恵 池田美優                                  | 田中圭が大感動!自衛隊に潜入…3時間SP                 | 3時間SP （18:55 - 21:54） ※田中・ゆうちゃみはOMO3浅草（星野リゾート経営）で収録 ※宮舘・榊原・池田はKIMAGURE-Camp水道橋（千代田区神田三崎町）で収録 |
| 302 （一部再放送） | 8月20日 | ヒコロヒー                                                                                | 一体ナゼ?ブレない”こだわり強すぎ家主“4連発          | 10分拡大SP （20:50 - 21:54） ※Hidamariカフェ（大田区）で収録                                                                                       |
| 303                | 9月3日  | 長谷川忍（シソンヌ） ハシヤスメ・アツコ                                                   | 彼氏を詰める女子&過去を悔やむ男…4つの物語           | 10分拡大SP （20:50 - 21:54） ※Cafe Bohemia（渋谷区）で収録                                                                                         |
| 304                | 9月10日 | 清水ミチコ 野沢直子                                                                       | 夢で逢えたら…自給自足の南国生活&クセあり美女        | 1時間半SP （20:30 - 21:54） ※六本木クラップスで収録                                                                                                |
| 305                | 9月17日 | 山口もえ イワクラ（蛙亭）                                                                 | 祭り・ご当地グルメ・絶景…日本列島縦断ロケSP         | 1時間半SP （20:30 - 21:54） ※移住・交流情報ガーデン（東京都中央区）で収録                                                                          |

### レギュラー第11期
| 2023年             | 2023年   | 2023年                                  | 2023年                                        | 2023年 |
| 回                 | 放送日   | ゲスト                                  | サブタイトル                                  | 備考 |
| ------------------ | -------- | --------------------------------------- | --------------------------------------------- | --- |
| 306                | 10月8日  | 西島秀俊 内野聖陽                       | 西島秀俊&内野聖陽が参戦!衝撃の1時間半SP       | ※STUDIO PEAK 表参道で収録                                                                                                   |
| 307 （一部再放送） | 10月15日 | ハリセンボン                            | ○○と出会って人生激変!愛と涙の1時間半SP        | |
| 308                | 10月22日 | 平愛梨                                  | お祭り女&爆笑アイドル&敏腕社長…戦う女性SP     | ※きものKAPUKI（渋谷区）で収録                                                                                               |
| 309 （一部再放送） | 10月29日 | 秋山竜次（ロバート） アイナ・ジ・エンド | 感涙…孫とおじぃの絆物語&慶應女子vs日芸女子    | 「SMBC日本シリーズ2023 第2戦」放送のため1時間20分繰り下げて放送 （21:50 - 23:32） ※池尻セレクトハウス（世田谷区池尻）で収録 |
| 310 （一部再放送） | 11月5日  | くっきー!（野性爆弾） 矢田亜希子        | 笑って泣いて…サプライズ家族&ワケあり女性SP    | ※いちりんご世田谷店（世田谷区千歳台）で収録                                                                                 |
| 311 （一部再放送） | 11月12日 | 八嶋智人 富田望生                       | 八王子のクセ強ママ&涙…亡き妻へ捧ぐ言葉        | 20分縮小 （20:50 - 21:54） ※Staple Room 神楽坂で収録                                                                        |
| 312 （一部再放送） | 11月26日 | 高橋克典                                | 奇跡の減量美女&馬大好きオトコin星のやSP       | 25分縮小 （20:55 - 21:54） ※星のや東京（星野リゾート経営）で収録                                                            |
| 313                | 12月3日  | 西野七瀬 カゲヤマ                       | 津軽海峡横断ライダー&天国の弟へ…涙の美女SP    | ※エスシーエス白山本店（文京区白山）で収録                                                                                   |
| 314 （一部再放送） | 12月10日 | 檀れい                                  | 借金1億円…涙の壮絶人生&超グルメカップルSP     | ※アンディアーモ アッラ ウシータ（杉並区高円寺）で収録                                                                       |
| 315                | 12月17日 | SHELLY 吉住                             | 芸人よりもオモシロイ親子&群馬の村の爆笑おじぃ | ※タミヤプラモデルファクトリー新橋店で収録                                                                                   |
| 316 （一部再放送） | 12月24日 | 磯山さやか 松村沙友理                   | スイカゲームの神降臨!ドタバタクリスマスSP     | 20分縮小 （20:50 - 21:54） ※スタジオポルト（墨田区本所）で収録                                                              |

| 2024年             | 2024年  | 2024年                                                                          | 2024年                                      | 2024年 |
| 回                 | 放送日  | ゲスト                                                                          | サブタイトル                                | 備考 |
| ------------------ | ------- | ------------------------------------------------------------------------------- | ------------------------------------------- | --- |
| 317 （一部再放送） | 1月4日  | 大竹しのぶ 小木博明（おぎやはぎ） 綾野剛 芳根京子 大島美幸（森三中） 紅しょうが | 職人に昭和オトコにモノ屋敷まで…新春4時間SP  | 木曜日に放送・4時間SP （17:55 - 21:48） ※大竹・小木は雷5656会館で収録 ※綾野・芳根・大島は番組ADの実家（薬蔵寺）で収録 |
| 318 （一部再放送） | 1月14日 | アルコ&ピース 河田陽菜（日向坂46） 綾野剛 芳根京子                              | 函館の訳ありママ&6年間会話なし…ザワザワ親子 | ※渋谷セレクトスペースで収録                                                                                           |
| 319                | 1月21日 | 片桐仁 スパイク                                                                 | 現場がザワザワ!衝撃事実を突然言っちゃう女SP | 20分縮小 （20:50 - 21:54） ※Beauty Connection Ginza Hair Salon（中央区銀座）で収録                                    |
| 320 （一部再放送） | 1月28日 | 山口もえ イワクラ（蛙亭） 西野七瀬 カゲヤマ 大竹しのぶ 小木博明（おぎやはぎ）   | 北国の大農園ハウス                          | |
| 321                | 2月4日  | 優香 武田真治                                                                   | 離婚・偏差値・業界裏話…衝撃告白4連発        | 20分縮小 （20:50 - 21:54） ※スタジオフォックステイル（品川区南大井）で収録                                            |
| 322 （一部再放送） | 2月11日 | 澤部佑（ハライチ） 影山優佳                                                     | 今年はパリ五輪!スポーツで人生激変した人     | 20分縮小 （20:50 - 21:54） ※スポーツ居酒屋KITEN!（杉並区高円寺）で収録                                                |
| 323 （一部再放送） | 2月25日 | エルフ アルコ&ピース 河田陽菜（日向坂46）                                       | 趣味がスゴい!謎だらけの男と女SP             | ※JELLY JELLY CAFE池袋2号店で収録                                                                                      |
| 324 （一部再放送） | 3月3日  | 井上裕介（NON STYLE） ベッキー                                                  | 卒業・就職・昭和愛…もうすぐ春な人生ドラマSP | 20分縮小 （20:50 - 21:54） ※ニューピークススタジオ（渋谷区千駄ヶ谷）で収録                                            |
| 325 （一部再放送） | 3月10日 | 勝地涼 サーヤ（ラランド）                                                       | レジェンド家主集結!…現在は…&秩父の古民家SP  | ※Buriki no Zyoro 自由が丘で収録                                                                                       |
| 326 （一部再放送） | 3月17日 | 佐藤二朗                                                                        | 月9主演俳優がロケ参戦!ちょっと変わった家SP  | 20分縮小 （20:50 - 21:54） ※池尻セレクトハウスで収録                                                                  |
| 327                | 3月24日 | 土田晃之 村重杏奈                                                               | 涙…父と娘の10年間&仰天!100坪家主            | 20分縮小 （20:50 - 21:54） ※池尻セレクトハウスで収録                                                                  |
| 328                | 3月31日 | 内藤剛志 岡田紗佳                                                               | 春全開! 涙・笑い・感動…令和女子たちの人生SP | 20分縮小 （20:50 - 21:54） ※芸能花伝舎（新宿区西新宿）で収録                                                          |

### レギュラー第12期
| 2024年             | 2024年   | 2024年                                                        | 2024年                                             | 2024年 |
| 回                 | 放送日   | ゲスト                                                        | サブタイトル                                       | 備考 |
| ------------------ | -------- | ------------------------------------------------------------- | -------------------------------------------------- | --- |
| 329 （一部再放送） | 4月7日   | 神田愛花 渡辺大知                                             | 足立区のDIY職人＆こじらせちゃってる男と女          | ※芸能花伝舎で収録 |
| 330 （一部再放送） | 4月14日  | 島崎和歌子                                                    | 体重が武器!189kg男と15年マスクを外さない男         | ※渋谷セレクトスペースで収録 |
| 331 （一部再放送） | 4月21日  | 向井理                                                        | 桜満開!ワケあり3姉妹家族&大正レトロ(秘)女性        | ※渋谷セレクトスペースで収録 |
| 332 （一部再放送） | 4月28日  | 髙橋海人（King & Prince）                                     | 目黒の町中華一族&超節約男の(秘)生活                | ※渋谷セレクトスペースで収録 |
| 333                | 5月5日   | 渡辺謙 妻夫木聡                                               | 渡辺謙&妻夫木聡が参戦!涙腺崩壊&大笑いSP            | ※渋谷セレクトスペースで収録 |
| 334 （一部再放送） | 5月12日  | 岩城滉一                                                      | 『生まれ変わっても一緒になりたい』岩城滉一涙のワケ | ※スタジオコフ（墨田区本所）で収録 |
| 335 （一部再放送） | 5月19日  | 中村仁美 川西拓実（JO1）                                      | 満開の桜と共に生きる夫婦&やらかしパパの懺悔日記    | ※スタジオコフで収録 |
| 336 （一部再放送） | 5月26日  | コットン                                                      | 医学界の大谷翔平!?二刀流女性&鉄道界のパイオニア    | ※Studio Sweets Box（台東区根岸）で収録 |
| 337 （一部再放送） | 6月2日   | 井戸田潤（スピードワゴン） たけうちほのか                     | 人生激変…レジェンド家主のワケあり人生“衝撃の今”    | ※Studio Sweets Boxで収録 |
| 338 （一部再放送） | 6月9日   | 春日俊彰（オードリー）                                        | 宝くじ夫婦&甲子園親子&茨城ラッパー(秘)生活         | ※渋谷セレクトスペースで収録 |
| 339 （一部再放送） | 6月16日  | 小籔千豊 松田ゆう姫                                           | 蒲田発!芸術が爆発する家&親米パパ…涙の奮闘記        | ※渋谷セレクトスペースで収録 |
| 340 （一部再放送） | 6月23日  | 辺見えみり 井桁弘恵 井戸田潤（スピードワゴン） たけうちほのか | 涙と笑いの哀愁劇場…人生に乾杯SP                    | ※大衆割烹 藤八（目黒区上目黒）で収録（辺見・井桁パート）/Studio Sweets Boxで収録（井戸田・たけうちパート）                                                 |
| 341 （一部再放送） | 6月30日  | 池田美優                                                      | 突然号泣!?いきなりのバトル!?ワケあり夫婦SP         | ※渋谷セレクトスペースで収録 |
| 342                | 7月7日   | 柄本時生                                                      | 人生激変!サルゴリラの新居&植物博士の(秘)部屋       | ※星野リゾート 1955 東京ベイ（千葉県浦安市）で収録 |
| 343 （一部再放送） | 7月14日  | 飯尾和樹（ずん） 松田好花（日向坂46）                         | 総額○千万!博物館ハウス&犬に支配された家            | ※星野リゾート 1955 東京ベイで収録 |
| 344 （一部再放送） | 8月4日   | 水谷隼 ゆうちゃみ                                             | 結婚の挨拶に密着&涙…難病の息子を持つ家族の軌跡     | ※渋谷セレクトスペースで収録 |
| 345 （一部再放送） | 8月11日  | 栗山千明                                                      | 歴史的な瞬間に立ち会った人たちにSP                 | ※大衆居酒屋 代々木横丁（渋谷区代々木）で収録 |
| 346 （一部再放送） | 8月18日  | 藤本美貴                                                      | 足の踏み場がない!?仰天モノ屋敷&蒲田の哀愁画家      | ※渋谷セレクトスペースで収録 |
| 347 （一部再放送） | 8月25日  | 片平なぎさ                                                    | 片平なぎさが涙…イマドキ空手女子の挑戦に密着        | ※大衆居酒屋 代々木横丁で収録 |
| 348 （一部再放送） | 9月1日   | 西田尚美 山内惠介                                             | 戦争体験を後世に伝える女性&恋人未満のベロベロ男女  | ※ヌーランドさがみ湯（大田区仲六郷）で収録 |
| 349 （一部再放送） | 9月8日   | 木村多江 錦鯉 柳沢慎吾 たけうちほのか                         | 全国でガチロケ!笑いと涙の人生ドラマ3時間半SP       | 3時間半SP （18:30 - 21:54） ※MILK LAND HOKKAIDO→TOKYO（目黒区自由が丘）で収録（木村・錦鯉パート）/つきじ治作（中央区明石町）で収録（柳沢・たけうちパート） |
| 350 （一部再放送） | 9月15日  | 六角精児                                                      | M-1!オーケストラ!夢追う女性の人生ドラマSP          | ※MILK LAND HOKKAIDO→TOKYOで収録 |
| 351                | 9月29日  | 清水ミチコ 野沢直子                                           | 交際0日婚夫婦&余命宣告受けた歯科医…それぞれの夢    | 10分拡大 （20:50 - 22:04） ※UNDER DEER Lounge（渋谷区神南）で収録                                                                                          |
| 352 （一部再放送） | 10月6日  | 哀川翔 研ナオコ                                               | タワマンに住むラーメン店主&衝撃リフォーム家族      | ※UNDER DEER Loungeで収録 |
| 353 （一部再放送） | 10月13日 | PUFFY                                                         | PUFFYが感動…母は強し!出産の現場に緊急密着          | ※かに猿（江戸川区中葛西）で収録 |
| 354 （一部再放送） | 10月20日 | 寺島進 山崎怜奈                                               | 芸術が爆発だ!66歳美大生&ベートーヴェンな音大生     | ※かに猿で収録 |
| 355                | 11月3日  | 菅井友香 隣人                                                 | 79歳の高校生!?人生の素晴らしきリスタートSP         | ※ギャラリー珈琲店 古瀬戸（千代田区神田神保町）で収録 |
| 356 （一部再放送） | 11月10日 | 井森美幸 岡部大（ハナコ）                                     | 日光さる軍団(秘)生活&世界へ羽ばたく着物職人        | ※ギャラリー珈琲店 古瀬戸で収録 |
| 357 （一部再放送） | 11月17日 | 風間俊介                                                      | ファミレス!焼き芋!詰め放題!グルメで人生激変        | ※カラオケスナック松竹（台東区竜泉）で収録 |
| 358 （一部再放送） | 11月24日 | 内藤剛志 岡田紗佳                                             | 涙…娘を介護する母と長女の想い&老人を彫る女性       | 5分縮小 （20:55 - 21:54） ※スタジオフォックステイル（品川区南大井）で収録                                                                                  |
| 359                | 12月1日  | 眞鍋かをり 徳永ゆうき                                         | 車中泊で日本一周する夫婦…仰天クルマ生活とは!?      | ※カラオケスナック松竹で収録 |
| 360                | 12月8日  | キンタロー。 髙橋大輔                                         | 小豆島のクセスゴおやじ&多摩川!微笑みのギター侍     | ※スタジオフォックステイルで収録 |
| 361                | 12月22日 | 清春 エルフ                                                   | 涙が止まらないクリスマスSP…清春が家族を語る夜      | ※千駄木ヴィンテージスタジオ（文京区千駄木）で収録 |

| 2025年             | 2025年  | 2025年                                                                                  | 2025年                                            | 2025年 |
| 回                 | 放送日  | ゲスト                                                                                  | サブタイトル                                      | 備考 |
| ------------------ | ------- | --------------------------------------------------------------------------------------- | ------------------------------------------------- | --- |
| 362                | 1月1日  | 松重豊 上白石萌音 橋本直（銀シャリ） 武田真一 小峠英二（バイきんぐ） 井上梨名（櫻坂46） | 松重豊も泣き笑い"繋がる"人生ドラマ新春4時間SP     | 水曜日に放送・4時間SP （16:55 - 20:55） ※角川武蔵野ミュージアム（埼玉県所沢市）で収録（松重・上白石・橋本パート）/ホテルスプリングス幕張（千葉県千葉市美浜区）で収録（武田・小峠・井上パート） |
| 363                | 1月12日 | 南果歩                                                                                  | 12年目に突入!2025年もよろしくお願いします         | ※門前仲町ビルスタジオ（江東区古石場）で収録 |
| 364                | 1月19日 | トム・ブラウン                                                                          | 泣いて笑ってケンカして…十人十色の人生ドラマ       | ※門前仲町ビルスタジオで収録 |
| 365                | 1月26日 | 渡邊圭祐 紅しょうが                                                                     | 北海道&青森&秋田!北の大地で出会った人情物語       | ※しれとこ（江戸川区新堀）で収録 |
| 366 （一部再放送） | 2月2日  | 足立梨花 バッテリィズ                                                                   | 北海道マイナス30℃生活&繊細すぎる平成男子          | ※しれとこで収録 |
| 367 （一部再放送） | 2月9日  | 石田ひかり                                                                              | 下北沢!パペット税理士オジ&北海道のスナックママ    | ※aid studio（目黒区駒場）で収録 |
| 368 （一部再放送） | 2月16日 | 中川家 関水渚                                                                           | 豪雪の新潟&博多の夜…涙と笑いの人情ドラマSP        | ※aid studioで収録 |
| 369 （一部再放送） | 2月23日 | マヂカルラブリー                                                                        | 「ワタシ、実は…」取材中に衝撃ヒミツを告白SP       | ※喫茶チェリー（大田区蒲田）で収録 |
| 370 （一部再放送） | 3月2日  | 中嶋朋子                                                                                | 昭和レトロ銭湯&プロ目指す少年にハッピーサプライズ | ※銭湯 天狗湯（杉並区西荻窪）で収録 |
| 371 （一部再放送） | 3月16日 | アンミカ                                                                                | 超節約ママ&元日本一彼女…愛と笑いと涙の女性SP      | ※銭湯 天狗湯で収録 |
| 372 （一部再放送） | 3月23日 | 山添寛（相席スタート）                                                                  | 卒業…東大生シェアハウス&西武鉄道スゴ腕線路職人    | ※333ベトナム料理（中央区日本橋小伝馬町）で収録 |
| 373 （一部再放送） | 3月30日 | 岩城滉一 永野芽郁 芳根京子 劇団ひとり 富田鈴花（日向坂46）                              | ワケあってイギリス&ベトナムへ!春の2時間半SP       | 1時間繰り上げ・2時間半SP （18:30 - 21:00） ※春花園BONSAI美術館（江戸川区新堀）で収録（岩城・永野・芳根パート）/333ベトナム料理で収録（ひとり・富田パート）                                     |
| 374 （一部再放送） | 4月6日  | 長谷川忍（シソンヌ） 髙石あかり                                                         | 仙人生活を送る竹林の陶芸家&就活生シェアハウス     | ※春花園BONSAI美術館で収録 |
| 375 （一部再放送） | 4月13日 | とにかく明るい安村 松田ゆう姫                                                           | ブリキ集める元海上自衛官&最北の地の人情ママ物語   | ※門前仲町ビルスタジオ（江東区古石場）で収録 |
| 376 （一部再放送） | 4月20日 | HISASHI（GLAY） 横澤夏子                                                                | 90年代を彩った名曲が続々“音楽で人生激変”SP        | ※門前仲町ビルスタジオで収録 |
| 377 （一部再放送） | 4月27日 | 土田晃之 伊藤歩                                                                         | 京都大学の卒業式!アンモナイト男&ロンドンマダム    | ※渋谷セレクトスペースで収録 |
| 378 （一部再放送） | 5月4日  | 松村沙友理 レインボー                                                                   | ワケあって人生激変!元警察官マッチョ&ビヨンセ女子  | ※渋谷セレクトスペースで収録 |
| 379 （一部再放送） | 5月11日 | 登坂絵莉 ウエストランド                                                                 | 元レスリング五輪代表&世界が注目する裸芸人         | ※ブルドッグ銀座（中央区銀座西）で収録 |
| 380 （一部再放送） | 5月18日 | 水谷隼 ラランド                                                                         | 24時間船に揺られ…父島上陸&THE八王子な男達         | 『世界卓球 2025』中継延長のため30分繰り下げ （21:20 - 22:24） ※ブルドッグ銀座で収録 |
| 381 （一部再放送） | 5月25日 | 木佐彩子                                                                                | 人口30人の離島で暮らす夫婦&世界一の天才少年       | ※門前仲町ビルスタジオで収録 |
| 382 （一部再放送） | 6月1日  | ホラン千秋                                                                              | 駆け落ち・再婚・一目惚れ…オンナ達の波瀾万丈物語   | ※門前仲町ビルスタジオで収録 |
| 383 （一部再放送） | 6月8日  | くっきー!（野性爆弾） 渡邉美穂                                                          | 笑いあり…涙あり…我が家自慢の最強母ちゃんSP        | ※スタジオフォックステイル（品川区南大井）で収録 |
| 384 （一部再放送） | 6月15日 | 太川陽介 三宅健                                                                         | 茨城&栃木発クセ強家主★亡き妻思い…登山続ける男性   | ※スタジオフォックステイルで収録 |
| 385 （一部再放送） | 6月29日 | 栗山千明 松井ケムリ（令和ロマン）                                                       | 泣き虫プロボクサー&エレカシ宮本推し活女性         | ※桜なべ中江（台東区日本堤）で収録 |
| 386                | 7月6日  | 秋山竜次（ロバート） 安めぐみ                                                           | 100連敗!?婚活男子&神秘の絶景バイカーに密着        | ※桜なべ中江で収録 |
| 387                | 7月13日 | アンガールズ                                                                            | ママチャリで爆走!リアル弱虫ペダル&モノ屋敷夫婦    | ※大衆酒場ちばチャン渋谷店（渋谷区宇田川町）で収録 |
| 388 （一部再放送） | 7月20日 | 若槻千夏 新浜レオン                                                                     | 50年ぶりの里帰りに密着&50年メモを続ける女性       | 20:15 - 21:54に放送 2019年11月26日放送の再編成したものも放送 ※大衆酒場ちばチャン渋谷店で収録                                                                                                   |
| 389                | 7月27日 | 飯尾和樹（ずん） 小野花梨                                                               | 星野リゾート&日ハム!推し活で人生激変3連発         | ※渋谷セレクトスペースで収録 |
| 390 （一部再放送） | 8月3日  | 井森美幸                                                                                | 家庭内別居で…7年ぶりの団欒に密着!涙のワケ         | ※渋谷セレクトスペースで収録 |
| 391 （一部再放送） | 8月10日 | 山崎弘也（アンタッチャブル） 秋元真夏                                                   | 超ハイテンション家族&クセあり魔術師               | 2時間SP・「卓球シングルス世界一決定戦 WTTチャンピオンズ横浜」中継延長のため1時間繰り下げ （20:50 - 22:54） ※グランドオリエンタルみなとみらい（横浜市中区）で収録                               |
| 392 （一部再放送） | 8月17日 | 高島礼子 ガク（真空ジェシカ）                                                           | 結婚式ビデオで振り返る…亡き父からのメッセージ     | ※北海もんじゃ×鉄板焼き KIBORI（新宿区歌舞伎町）で収録 |

## 反響を呼んだ回
- 2016年2月17日放送（#31）
荒川沖駅でついて行った、泥酔した陽気な男性。
「子供はいないが、家族が一番大事」と話すが、家はもぬけの殻。
話を聞くと、妻は漫画家で、現在はガン治療のため入院中だった。余命は半年。
一度も足を踏み入れたことがないという妻の仕事部屋に一緒に入ると、夫との思い出を漫画調に描いた日記、友人の誕生日に宛てたプレゼント、「遺影に使ってください」と書かれた写真が残されていた。
この放送は、後に第53回ギャラクシー賞テレビ部門 最優秀賞を受賞した。

- 2016年12月28日放送（#69）
新小岩駅の花火大会でついて行った、代々木のゴミ屋敷に住む男性。
生涯で2年ほどしか働いたことがなく、家族も知り合いもおらず、父の遺産で生活していた。
「君は家族はいるのか？」「子供が生まれれば生き甲斐ができるよ」とディレクターに助言。孤独を楽しんでいたように見えた老人の本音が飛び出した。

- 2018年2月14日放送（#107）
大雪の渋谷駅でついて行った、英語堪能、幼少期から今までほぼ海外暮らしの女性。
家は広尾の豪邸で、母親と2人暮らし。父親は外交官で、内閣情報調査室でインテリジェンス業務に努めており、数年前に原因不明の自殺を遂げていた。
当時、マスメディアでは、自殺ではなく暗殺なのでは、と話題になったという。
部屋にはレインボーフラッグが掲げてあり、セクシャルマイノリティであることを話した。

- 2019年5月15日放送（#155）
大宮駅でついて行った、47歳の男性。
オヤジギャグを織り交ぜながら明るく語っていくが、玄関にかけてあったスーツは、15歳の娘を交通事故で亡くし、民事裁判で着たものだった。
3年前に浦和で高齢者に後ろから轢かれて亡くなったという。
事故の詳細を話しながら、「抱きしめたいよ」と涙を流した。
この放送は池袋暴走事故が起こった1ヶ月後であり、放送後、SNSでは様々な声が上がった。

- 2019年7月3日放送（#160）
新宿駅でついて行った、38歳の女性。
写真立てに飾られた青年の写真は、7年ほど前に亡くなった彼氏だった。
彼とは、同じ年で、同じ地元で、同じ誕生日で、運命だと浮かれていた。
しかし、実は二人は双子で、生まれてすぐに彼は子どものいない夫婦に引き取られたという。
生き別れた兄弟に違いないと確信するも、「彼氏としても好きだったけど、自分のことを好きなように、相手を好きだった」と話す。それが原因で、彼は自殺をした。
今幸せかと尋ねられ、「幸せです。彼と過ごした2年があるからこそ、一生分の幸せをもらった」と話した。

- 2020年3月18日放送（#188）・2021年1月6日放送（#215）
下北沢駅でついて行った、伝説のバンド、オナニーマシーンのボーカル・イノマーの内縁の妻。
初回（#188）では余命3年と宣告されたイノマーの闘病生活を支えた34歳の彼女が、死ぬまでやりたいことをやり続けたイノマーの生き様を語り、
再放送（#215）では、彼女について行ったディレクターとは別のディレクター・上出遼平（テレビ東京社員・当時）が、イノマー本人と親交があり、闘病生活から亡くなる瞬間までをプライベートで撮り続けていた模様が本編に追加され、放送された。
香取慎吾は「人生観を変えてしまうVTRだった」と語り、「イノマー」の名は、世界トレンド1位となった。
この放送は、後にギャラクシー賞月間賞を受賞した[18]。

## パロディー
- 『家まで、送ってイイですか?』というアダルトビデオがプレステージよりテレビ東京非公認で発売されている。ビデオの存在はテレビ東京も認識しており、実際にビデオに出演した女優をたまたま取材したり（2018年1月8日放送、#103）、画面上の紹介テロップに「家まで、送ってイイですか?」と記載、逆輸入したりしている。（2019年4月29日放送、#153）
また、たまたま取材した弁護士に「パロディーは著作権法に違反するのか？」と触れた事もある。しかし、そのVTRは行列のできる法律相談所をパロディーしている。（2019年3月13日放送、#149）
- 水曜日のダウンタウンのドッキリにて、あらぽん（ANZEN漫才）の家についていくパロディーを、テレビ東京の許可を得て放送。異例の当番組と同時刻に裏で放送された。（2017年6月14日放送、当番組は#83）

## ネット局と放送時間

### ソコアゲ★ナイト時代
| 放送地域       | 放送局                | 放送系列       | 放送日時                     | 放送期間                | ネット状況 | 備考     |
| -------------- | --------------------- | -------------- | ---------------------------- | ----------------------- | ---------- | -------- |
| 関東広域圏     | テレビ東京（TX）      | テレビ東京系列 | 月曜 23:58 - 翌0:45          | 2014年1月6日 - 1月27日  | 制作局     | 制作局   |
| 北海道         | テレビ北海道（TVh）   | テレビ東京系列 | 月曜 23:58 - 翌0:45          | 2014年1月6日 - 1月27日  | 同時ネット |          |
| 愛知県         | テレビ愛知（TVA）     | テレビ東京系列 | 月曜 23:58 - 翌0:45          | 2014年1月6日 - 1月27日  | 同時ネット |          |
| 岡山県・香川県 | テレビせとうち（TSC） | テレビ東京系列 | 月曜 23:58 - 翌0:45          | 2014年1月6日 - 1月27日  | 同時ネット |          |
| 福岡県         | TVQ九州放送（TVQ）    | テレビ東京系列 | 月曜 23:58 - 翌0:45          | 2014年1月6日 - 1月27日  | 同時ネット |          |
| 滋賀県         | びわ湖放送（BBC）     | 独立局         | 月曜 23:58 - 翌0:45          | 2014年1月6日 - 1月27日  | 同時ネット |          |
| 熊本県         | 熊本放送（RKK）       | TBS系列        | 木曜 1:03 - 1:48（水曜深夜） | 2014年2月20日 - 3月13日 | 遅れネット |          |
| 広島県         | テレビ新広島（tss）   | フジテレビ系列 | 月曜 1:10 - 2:00（日曜深夜） | 2014年2月24日 - 3月17日 | 遅れネット |          |
| 大阪府         | テレビ大阪（TVO）     | テレビ東京系列 | 月曜 0:35 - 1:35（日曜深夜） | 2014年3月10日 - 3月31日 | 遅れネット |          |
| 青森県         | 青森放送（RAB）       | 日本テレビ系列 | 水曜 0:54 - 1:44（火曜深夜） | 2014年3月19日 - 4月9日  | 遅れネット | [ 注 9 ] |
| 福島県         | 福島テレビ（FTV）     | フジテレビ系列 | 月曜 1:10 - 1:55（日曜深夜） | 2014年4月14日 - 5月5日  | 遅れネット |          |
| 大分県         | 大分朝日放送（OAB）   | テレビ朝日系列 | 木曜 1:50 - 2:35（水曜深夜） | 2014年4月17日 - 5月8日  | 遅れネット |          |
| 静岡県         | 静岡第一テレビ（SDT） | 日本テレビ系列 | 金曜 1:34 - 2:21（木曜深夜） | 2014年4月18日 - 5月23日 | 遅れネット |          |

単発・不定期放送
- 仙台放送（フジテレビ系列）
- 長崎放送（TBS系列）

### 土曜深夜時代
| 放送地域       | 放送局                  | 放送系列       | 放送日時                     | 放送期間                       | ネット状況 | 備考                |
| -------------- | ----------------------- | -------------- | ---------------------------- | ------------------------------ | ---------- | ------------------- |
| 関東広域圏     | テレビ東京（TX）        | テレビ東京系列 | 土曜 23:55 - 翌0:50          | 2015年10月3日 - 2016年3月26日  | 制作局     | 制作局              |
| 北海道         | テレビ北海道（TVh）     | テレビ東京系列 | 土曜 23:55 - 翌0:50          | 2015年10月3日 - 2016年3月26日  | 同時ネット |                     |
| 愛知県         | テレビ愛知（TVA）       | テレビ東京系列 | 土曜 23:55 - 翌0:50          | 2015年10月3日 - 2016年3月26日  | 同時ネット |                     |
| 大阪府         | テレビ大阪（TVO）       | テレビ東京系列 | 土曜 23:55 - 翌0:50          | 2015年10月3日 - 2016年3月26日  | 同時ネット |                     |
| 岡山県・香川県 | テレビせとうち（TSC）   | テレビ東京系列 | 土曜 23:55 - 翌0:50          | 2015年10月3日 - 2016年3月26日  | 同時ネット |                     |
| 福岡県         | TVQ九州放送（TVQ）      | テレビ東京系列 | 土曜 23:55 - 翌0:50          | 2015年10月3日 - 2016年3月26日  | 同時ネット |                     |
| 岩手県         | 岩手朝日テレビ（IAT）   | テレビ朝日系列 | 土曜 12:00 - 13:00           | 2015年10月17日 - 2016年4月23日 | 遅れネット |                     |
| 富山県         | 富山テレビ（BBT）       | フジテレビ系列 | 金曜 0:35 - 1:35（木曜深夜） | 2015年10月21日 - 2016年7月29日 | 遅れネット | [ 注 10 ] [ 注 11 ] |
| 宮城県         | 仙台放送（OX）          | フジテレビ系列 | 水曜 0:55 - 1:50（火曜深夜） | 2015年10月21日 - 2016年5月4日  | 遅れネット |                     |
| 熊本県         | 熊本放送（RKK）         | TBS系列        | 水曜 23:53 - 翌0:48          | 2015年10月21日 - 2016年5月4日  | 遅れネット |                     |
| 鳥取県・島根県 | 日本海テレビ（NKT）     | 日本テレビ系列 | 金曜 2:05 - 3:00（木曜深夜） | 2015年10月30日 - 2016年5月20日 | 遅れネット |                     |
| 新潟県         | 新潟放送（BSN）         | TBS系列        | 日曜 14:00 - 14:54           | 2015年11月1日 - 2016年4月24日  | 遅れネット |                     |
| 山形県         | さくらんぼテレビ（SAY） | フジテレビ系列 | 日曜 13:00 - 14:00           | 2015年11月15日 - 2016年8月21日 | 遅れネット |                     |
| 静岡県         | 静岡第一テレビ（SDT）   | 日本テレビ系列 | 日曜 1:15 - 2:10（土曜深夜） | 2015年11月22日 - 2016年5月29日 | 遅れネット |                     |
| 長崎県         | 長崎放送（NBC）         | TBS系列        | 木曜 23:53 - 翌0:48          | 2016年3月17日 - 5月19日        | 遅れネット | [ 注 12 ]           |
| 長野県         | 信越放送（SBC）         | TBS系列        | 月曜 23:55 - 翌0:52          | 2016年3月28日 - 4月18日        | 遅れネット | [ 注 13 ] [ 注 9 ]  |
| 石川県         | テレビ金沢（KTK）       | 日本テレビ系列 | 土曜 13:30 - 14:30           | 2016年4月2日 - 9月17日         | 遅れネット |                     |
| 鹿児島県       | 鹿児島読売テレビ（KYT） | 日本テレビ系列 | 日曜 1:00 - 1:55（土曜深夜） | 2016年4月10日 - 9月25日        | 遅れネット | [ 注 14 ] [ 注 13 ] |
| 大分県         | 大分放送（OBS）         | TBS系列        | 木曜 23:55 - 翌0:55          | 2016年4月14日 - 9月1日         | 遅れネット | [ 注 13 ]           |
| 福島県         | 福島テレビ（FTV）       | フジテレビ系列 | 土曜 1:15 - 2:10（金曜深夜） | 2016年4月16日 - 7月16日        | 遅れネット | [ 注 15 ]           |

### ゴールデン進出後（土曜時代）
| 放送地域       | 放送局                  | 放送系列       | 放送日時                     | 放送期間                      | ネット状況 | 備考      |
| -------------- | ----------------------- | -------------- | ---------------------------- | ----------------------------- | ---------- | --------- |
| 関東広域圏     | テレビ東京（TX）        | テレビ東京系列 | 土曜 19:54 - 20:54           | 2016年4月16日 - 2017年3月18日 | 制作局     | 制作局    |
| 愛知県         | テレビ愛知（TVA）       | テレビ東京系列 | 土曜 19:54 - 20:54           | 2016年4月16日 - 2017年3月18日 | 同時ネット | [ 注 16 ] |
| 岡山県・香川県 | テレビせとうち（TSC）   | テレビ東京系列 | 土曜 19:54 - 20:54           | 2016年4月16日 - 2017年3月18日 | 同時ネット | [ 注 17 ] |
| 奈良県         | 奈良テレビ（TVN）       | 独立局         | 土曜 19:54 - 20:54           | 2016年4月16日 - 2017年3月18日 | 同時ネット | [ 注 18 ] |
| 和歌山県       | テレビ和歌山（WTV）     | 独立局         | 土曜 19:54 - 20:54           | 2016年4月16日 - 2017年3月18日 | 同時ネット | [ 注 19 ] |
| 滋賀県         | びわ湖放送（BBC）       | 独立局         | 土曜 19:54 - 20:54           | 2016年4月23日 - 2017年3月18日 | 同時ネット | [ 注 20 ] |
| 岐阜県         | 岐阜放送（GBS）         | 独立局         | 土曜 19:54 - 20:54           | 2016年5月7日 - 2017年3月18日  | 同時ネット | [ 注 21 ] |
| 新潟県         | 新潟放送（BSN）         | TBS系列        | 日曜 14:00 - 14:54           | 2016年5月1日 - 2017年6月4日   | 遅れネット |           |
| 岩手県         | 岩手朝日テレビ（IAT）   | テレビ朝日系列 | 土曜 12:00 - 13:00           | 2016年5月7日 - 不明           | 遅れネット |           |
| 長野県         | 信越放送（SBC）         | TBS系列        | 土曜 12:10 - 13:05           | 2016年5月7日 - 不明           | 遅れネット |           |
| 宮城県         | 仙台放送（OX）          | フジテレビ系列 | 土曜 0:55 - 1:50（金曜深夜） | 2016年5月11日 - 不明          | 遅れネット |           |
| 熊本県         | 熊本放送（RKK）         | TBS系列        | 木曜 0:10 - 1:05（水曜深夜） | 2016年5月12日 - 不明          | 遅れネット |           |
| 宮崎県         | 宮崎放送（mrt）         | TBS系列        | 金曜 14:00 - 14:55           | 2016年5月20日 - 不明          | 遅れネット | [ 注 22 ] |
| 長崎県         | 長崎放送（NBC）         | TBS系列        | 木曜 23:55 - 翌0:50          | 2016年5月26日 - 不明          | 遅れネット |           |
| 鳥取県・島根県 | 日本海テレビ（NKT）     | 日本テレビ系列 | 金曜 2:05 - 3:00（木曜深夜） | 2016年5月27日 - 不明          | 遅れネット |           |
| 静岡県         | 静岡第一テレビ（SDT）   | 日本テレビ系列 | 日曜 1:25 - 2:20（土曜深夜） | 2016年6月5日 - 不明           | 遅れネット |           |
| 秋田県         | 秋田テレビ（AKT）       | フジテレビ系列 | 水曜 14:50 - 15:50           | 2016年6月8日 - 9月14日        | 遅れネット | [ 注 23 ] |
| 福島県         | 福島テレビ（FTV）       | フジテレビ系列 | 土曜 1:15 - 2:10（金曜深夜） | 2016年7月23日 - 不明          | 遅れネット |           |
| 富山県         | 富山テレビ（BBT）       | フジテレビ系列 | 金曜 0:35 - 1:35（木曜深夜） | 2016年8月5日 - 不明           | 遅れネット |           |
| 山形県         | さくらんぼテレビ（SAY） | フジテレビ系列 | 日曜 13:00 - 14:00           | 2016年8月28日 - 不明          | 遅れネット | [ 注 24 ] |
| 大分県         | 大分放送（OBS）         | TBS系列        | 木曜 23:55 - 翌0:55          | 2016年9月8日 - 不明           | 遅れネット | [ 注 24 ] |
| 石川県         | テレビ金沢（KTK）       | 日本テレビ系列 | 土曜 13:30 - 14:30           | 2016年9月24日 - 不明          | 遅れネット |           |
| 鹿児島県       | 鹿児島読売テレビ（KYT） | 日本テレビ系列 | 日曜 1:00 - 1:55（土曜深夜） | 2016年10月2日 - 不明          | 遅れネット |           |
| 福岡県         | TVQ九州放送（TVQ）      | テレビ東京系列 | 土曜 12:30 - 13:25           | 2016年10月8日 - 不明          | 遅れネット | [ 注 25 ] |

単発・不定期放送
- テレビ北海道（テレビ東京系列）
- テレビ大阪（同上）

※あくまで全編ローカルセールス枠の番組につき、ネット局においては当該局の編成の都合により臨時非ネットとすることがあった。
※2017年3月22日の『水曜エンタ・最終回』で放送された本番組の2時間スペシャルはテレビ東京系列全6局で同時ネットされた。

### ゴールデン進出後（水曜時代）
| 放送地域       | 放送局                  | 系列                          | 放送日時                                                                                               | 放送期間                      | ネット状況 | 備考      |
| -------------- | ----------------------- | ----------------------------- | --- | ----------------------------- | ---------- | --------- |
| 関東広域圏     | テレビ東京（TX）        | テレビ東京系列                | 水曜 21:00 - 22:48 ↓ 水曜 21:00 - 21:54 ↓ 水曜 21:00 - 22:00 ↓ 水曜 21:00 - 22:54 ↓ 水曜 21:00 - 21:54 | 2017年4月19日 - 2022年9月28日 | 制作局     | [ 注 26 ] |
| 北海道         | テレビ北海道（TVh）     | テレビ東京系列                | 水曜 21:00 - 22:48 ↓ 水曜 21:00 - 21:54 ↓ 水曜 21:00 - 22:00 ↓ 水曜 21:00 - 22:54 ↓ 水曜 21:00 - 21:54 | 2017年4月19日 - 2022年9月28日 | 同時ネット | [ 注 26 ] |
| 愛知県         | テレビ愛知（TVA）       | テレビ東京系列                | 水曜 21:00 - 22:48 ↓ 水曜 21:00 - 21:54 ↓ 水曜 21:00 - 22:00 ↓ 水曜 21:00 - 22:54 ↓ 水曜 21:00 - 21:54 | 2017年4月19日 - 2022年9月28日 | 同時ネット | [ 注 26 ] |
| 大阪府         | テレビ大阪（TVO）       | テレビ東京系列                | 水曜 21:00 - 22:48 ↓ 水曜 21:00 - 21:54 ↓ 水曜 21:00 - 22:00 ↓ 水曜 21:00 - 22:54 ↓ 水曜 21:00 - 21:54 | 2017年4月19日 - 2022年9月28日 | 同時ネット | [ 注 26 ] |
| 岡山県・香川県 | テレビせとうち（TSC）   | テレビ東京系列                | 水曜 21:00 - 22:48 ↓ 水曜 21:00 - 21:54 ↓ 水曜 21:00 - 22:00 ↓ 水曜 21:00 - 22:54 ↓ 水曜 21:00 - 21:54 | 2017年4月19日 - 2022年9月28日 | 同時ネット | [ 注 26 ] |
| 福岡県         | TVQ九州放送（TVQ）      | テレビ東京系列                | 水曜 21:00 - 22:48 ↓ 水曜 21:00 - 21:54 ↓ 水曜 21:00 - 22:00 ↓ 水曜 21:00 - 22:54 ↓ 水曜 21:00 - 21:54 | 2017年4月19日 - 2022年9月28日 | 同時ネット | [ 注 26 ] |
| 岐阜県         | 岐阜放送（GBS）         | 独立局                        | 水曜 21:00 - 22:48 ↓ 水曜 21:00 - 21:54 ↓ 水曜 21:00 - 22:00 ↓ 水曜 21:00 - 22:54 ↓ 水曜 21:00 - 21:54 | 2017年4月19日 - 2022年9月28日 | 同時ネット | [ 注 27 ] |
| 滋賀県         | びわ湖放送（BBC）       | 独立局                        | 水曜 21:00 - 22:48 ↓ 水曜 21:00 - 21:54 ↓ 水曜 21:00 - 22:00 ↓ 水曜 21:00 - 22:54 ↓ 水曜 21:00 - 21:54 | 2017年4月19日 - 2022年9月28日 | 同時ネット | [ 注 26 ] |
| 奈良県         | 奈良テレビ（TVN）       | 独立局                        | 水曜 21:00 - 22:48 ↓ 水曜 21:00 - 21:54 ↓ 水曜 21:00 - 22:00 ↓ 水曜 21:00 - 22:54 ↓ 水曜 21:00 - 21:54 | 2017年4月19日 - 2022年9月28日 | 同時ネット | [ 注 26 ] |
| 和歌山県       | テレビ和歌山（WTV）     | 独立局                        | 水曜 21:00 - 22:48 ↓ 水曜 21:00 - 21:54 ↓ 水曜 21:00 - 22:00 ↓ 水曜 21:00 - 22:54 ↓ 水曜 21:00 - 21:54 | 2017年4月19日 - 2022年9月28日 | 同時ネット | [ 注 26 ] |
| 長野県         | 信越放送（SBC）         | TBS系列                       | 土曜 13:05 - 14:00                                                                                     | 2017年5月13日 -               | 遅れネット | [ 注 28 ] |
| 宮城県         | 仙台放送（OX）          | フジテレビ系列                | 日曜 12:00 - 12:55                                                                                     | 2017年6月3日 -                | 遅れネット | [ 注 29 ] |
| 岩手県         | 岩手朝日テレビ（IAT）   | テレビ朝日系列                | 土曜 12:00 - 12:54                                                                                     | 継続                          | 遅れネット |           |
| 山形県         | さくらんぼテレビ（SAY） | フジテレビ系列                | 日曜 13:30 - 14:30                                                                                     | 継続                          | 遅れネット | [ 注 30 ] |
| 福島県         | 福島テレビ（FTV）       | フジテレビ系列                | 日曜 14:00 - 14:55                                                                                     | 継続                          | 遅れネット |           |
| 富山県         | 富山テレビ（BBT）       | フジテレビ系列                | 日曜 9:00 - 10:00                                                                                      | 継続                          | 遅れネット | [ 注 31 ] |
| 石川県         | テレビ金沢（KTK）       | 日本テレビ系列                | 日曜 0:55 - 1:55（土曜深夜）                                                                           | 継続                          | 遅れネット |           |
| 鳥取県・島根県 | 日本海テレビ（NKT）     | 日本テレビ系列                | 土曜 11:55 - 12:55                                                                                     | 継続                          | 遅れネット |           |
| 長崎県         | 長崎放送（NBC）         | TBS系列                       | 木曜 23:56 - 翌0:55                                                                                    | 継続                          | 遅れネット |           |
| 熊本県         | 熊本放送（RKK）         | TBS系列                       | 木曜 23:56 - 翌0:53                                                                                    | 継続                          | 遅れネット |           |
| 大分県         | 大分放送（OBS）         | TBS系列                       | 木曜 23:56 - 翌0:55                                                                                    | 継続                          | 遅れネット |           |
| 鹿児島県       | 鹿児島読売テレビ（KYT） | 日本テレビ系列                | 日曜 1:00 - 1:55（土曜深夜）                                                                           | 継続                          | 遅れネット |           |
| 沖縄県         | 琉球放送（RBC）         | TBS系列                       | 火曜 23:59 - 翌0:59                                                                                    | 不明 -                        | 遅れネット |           |
| 新潟県         | 新潟放送（BSN）         | TBS系列                       | 日曜 14:00 - 14:54                                                                                     | 2017年6月11日 -               | 遅れネット |           |
| 青森県         | 青森放送（RAB）         | 日本テレビ系列                | 金曜 0:57 - 1:54（木曜深夜）                                                                           | 2017年6月16日 -               | 遅れネット |           |
| 愛媛県         | 南海放送（RNB）         | 日本テレビ系列                | 土曜 14:00 - 14:55                                                                                     | 2019年8月10日 -               | 遅れネット | [ 注 32 ] |
| 山口県         | 山口朝日放送（yab）     | テレビ朝日系列                | 土曜 14:30 - 15:25                                                                                     | 不明 -                        | 遅れネット | [ 注 33 ] |
| 福井県         | 福井放送（FBC）         | 日本テレビ系列 テレビ朝日系列 | 土曜 13:00 - 14:00                                                                                     | 不明 -                        | 遅れネット |           |

※2017年6月7日放送分は当初は通常の2時間版の予定だったが、22:00 - 翌0:46に全仏オープンテニスの生中継が実施される兼ね合いで、22:00までの短縮版として放送される。またこれに伴い全仏テニスをネットしていない岐阜放送については、短縮版への差し替えをせず完全休止となり、別番組差し替えとなった。

### ゴールデン進出後（日曜時代）
| 放送地域       | 放送局                    | 系列                          | 放送日時                                                                          | 放送期間         | ネット状況              | 備考      |
| -------------- | ------------------------- | ----------------------------- | --------------------------------------------------------------------------------- | ---------------- | ----------------------- | --------- |
| 関東広域圏     | テレビ東京（TX）          | テレビ東京系列                | 日曜 20:00 - 21:00 ↓ 日曜 21:00 - 21:54 ↓ 日曜 20:30 - 21:54 ↓ 日曜 20:50 - 21:54 | 2022年10月16日 - | 制作局                  |           |
| 北海道         | テレビ北海道（TVh）       | テレビ東京系列                | 日曜 20:00 - 21:00 ↓ 日曜 21:00 - 21:54 ↓ 日曜 20:30 - 21:54 ↓ 日曜 20:50 - 21:54 | 2022年10月16日 - | 同時ネット              |           |
| 愛知県         | テレビ愛知（TVA）         | テレビ東京系列                | 日曜 20:00 - 21:00 ↓ 日曜 21:00 - 21:54 ↓ 日曜 20:30 - 21:54 ↓ 日曜 20:50 - 21:54 | 2022年10月16日 - | 同時ネット              |           |
| 大阪府         | テレビ大阪（TVO）         | テレビ東京系列                | 日曜 20:00 - 21:00 ↓ 日曜 21:00 - 21:54 ↓ 日曜 20:30 - 21:54 ↓ 日曜 20:50 - 21:54 | 2022年10月16日 - | 同時ネット              |           |
| 岡山県・香川県 | テレビせとうち（TSC）     | テレビ東京系列                | 日曜 20:00 - 21:00 ↓ 日曜 21:00 - 21:54 ↓ 日曜 20:30 - 21:54 ↓ 日曜 20:50 - 21:54 | 2022年10月16日 - | 同時ネット              |           |
| 福岡県         | TVQ九州放送（TVQ）        | テレビ東京系列                | 日曜 20:00 - 21:00 ↓ 日曜 21:00 - 21:54 ↓ 日曜 20:30 - 21:54 ↓ 日曜 20:50 - 21:54 | 2022年10月16日 - | 同時ネット              |           |
| 滋賀県         | びわ湖放送（BBC）         | 独立局                        | 日曜 20:00 - 21:00 ↓ 日曜 21:00 - 21:54 ↓ 日曜 20:30 - 21:54 ↓ 日曜 20:50 - 21:54 | 2022年10月16日 - | 同時ネット              |           |
| 和歌山県       | テレビ和歌山（WTV）       | 独立局                        | 日曜 20:00 - 21:00 ↓ 日曜 21:00 - 21:54 ↓ 日曜 20:30 - 21:54 ↓ 日曜 20:50 - 21:54 | 2022年10月16日 - | 同時ネット              |           |
| 奈良県         | 奈良テレビ（TVN）         | 独立局                        | 不定期放送 ↓ 日曜 21:00 - 21:54 ↓ 日曜 20:30 - 21:54 ↓ 日曜 20:50 - 21:54         | 2022年11月6日 -  | 遅れネット ↓ 同時ネット | [ 注 34 ] |
| 青森県         | 青森放送（RAB）           | 日本テレビ系列                | 金曜 0:57 - 1:54（木曜深夜）                                                      | 継続             | 遅れネット              |           |
| 石川県         | テレビ金沢（KTK）         | 日本テレビ系列                | 土曜 15:55 - 16:55                                                                | 継続             | 遅れネット              |           |
| 鳥取県・島根県 | 日本海テレビ（NKT）       | 日本テレビ系列                | 土曜 13:30 - 14:30                                                                | 継続             | 遅れネット              |           |
| 愛媛県         | 南海放送（RNB）           | 日本テレビ系列                | 土曜 10:30 - 11:25                                                                | 継続             | 遅れネット              |           |
| 鹿児島県       | 鹿児島読売テレビ（KYT）   | 日本テレビ系列                | 日曜 1:00 - 1:55（土曜深夜）                                                      | 継続             | 遅れネット              |           |
| 新潟県         | 新潟放送（BSN）           | TBS系列                       | 日曜 14:30 - 15:24                                                                | 継続             | 遅れネット              |           |
| 長野県         | 信越放送（SBC）           | TBS系列                       | 土曜 13:05 - 14:00                                                                | 継続             | 遅れネット              |           |
| 長崎県         | 長崎放送（NBC）           | TBS系列                       | 火曜 23:56 - 翌0:55                                                               | 継続             | 遅れネット              |           |
| 大分県         | 大分放送（OBS）           | TBS系列                       | 火曜 23:56 - 翌0:55                                                               | 継続             | 遅れネット              |           |
| 沖縄県         | 琉球放送（RBC）           | TBS系列                       | 火曜 23:59 - 翌0:59                                                               | 継続             | 遅れネット              |           |
| 宮城県         | 仙台放送（OX）            | フジテレビ系列                | 土曜 12:00 - 12:55                                                                | 継続             | 遅れネット              |           |
| 山形県         | さくらんぼテレビ（SAY）   | フジテレビ系列                | 日曜 13:00 - 14:00                                                                | 継続             | 遅れネット              |           |
| 福島県         | 福島テレビ（FTV）         | フジテレビ系列                | 日曜 14:00 - 14:55                                                                | 継続             | 遅れネット              |           |
| 富山県         | 富山テレビ（BBT）         | フジテレビ系列                | 日曜 9:00 - 10:00                                                                 | 継続             | 遅れネット              | [ 注 35 ] |
| 広島県         | テレビ新広島（tss）       | フジテレビ系列                | 土曜 12:00 - 12:55                                                                | 継続             | 遅れネット              |           |
| 岩手県         | 岩手朝日テレビ（IAT）     | テレビ朝日系列                | 土曜 12:00 - 12:54                                                                | 継続             | 遅れネット              |           |
| 山口県         | 山口朝日放送（yab）       | テレビ朝日系列                | 土曜 14:30 - 15:25                                                                | 継続             | 遅れネット              | [ 注 33 ] |
| 福井県         | 福井放送（FBC）           | 日本テレビ系列 テレビ朝日系列 | 土曜 14:30 - 15:30                                                                | 継続             | 遅れネット              |           |
| 高知県         | 高知さんさんテレビ（KSS） | フジテレビ系列                | 土曜 16:00 - 16:55                                                                | 2025年4月5日 -   | 遅れネット              |           |
| 秋田県         | 秋田放送（ABS）           | 日本テレビ系列                | 不定期放送                                                                        | 不明             | 遅れネット              |           |
| 静岡県         | 静岡第一テレビ（SDT）     | 日本テレビ系列                | 不定期放送                                                                        | 継続             | 遅れネット              |           |
| 熊本県         | 熊本放送（RKK）           | TBS系列                       | 不定期放送                                                                        | 継続             | 遅れネット              |           |

※びわ湖放送・テレビ和歌山・奈良テレビでは、同時ネットとはいえあくまで番販ネットであり、自主編成（県議会ダイジェスト、高校野球ハイライトなど）のために臨時非ネットまたは遅れネットとすることがある。
※テレビ北海道では2024年から6月の第2日曜日に「YOSAKOIソーランまつり」の特番を放送するため、遅れネットになる場合がある。
（後日振替放送予定）

### 放送時間の変遷
| 期間       | 期間      | 放送時間（日本時間）          |
| ---------- | --------- | ----------------------------- |
| 2014.1.6   | 2014.1.27 | 月曜日 23:58 - 翌0:45（47分） |
| 2015.10.3  | 2016.3.26 | 土曜日 23:55 - 翌0:50（55分） |
| 2016.4.16  | 2017.3.18 | 土曜日 19:54 - 20:54（60分）  |
| 2017.4.19  | 2018.1.24 | 水曜日 21:00 - 22:48（108分） |
| 2018.2.7   | 2018.3.21 | 水曜日 21:00 - 21:54（54分）  |
| 2018.4.4   | 2020.9.30 | 水曜日 21:00 - 22:00（60分）  |
| 2020.10.7  | 2021.3.10 | 水曜日 21:00 - 22:54（114分） |
| 2021.4.7   | 2022.9.28 | 水曜日 21:00 - 21:54（54分）  |
| 2022.10.16 | 2023.3.12 | 日曜日 20:00 - 21:00（60分）  |
| 2023.4.2   | 2023.9.17 | 日曜日 21:00 - 21:54（54分）  |
| 2023.10.8  | 2024.3.31 | 日曜日 20:30 - 21:54（84分）  |
| 2024.4.7   | 現在      | 日曜日 20:50 - 21:54（64分）  |